# Direkte Demokratie in Deutschland

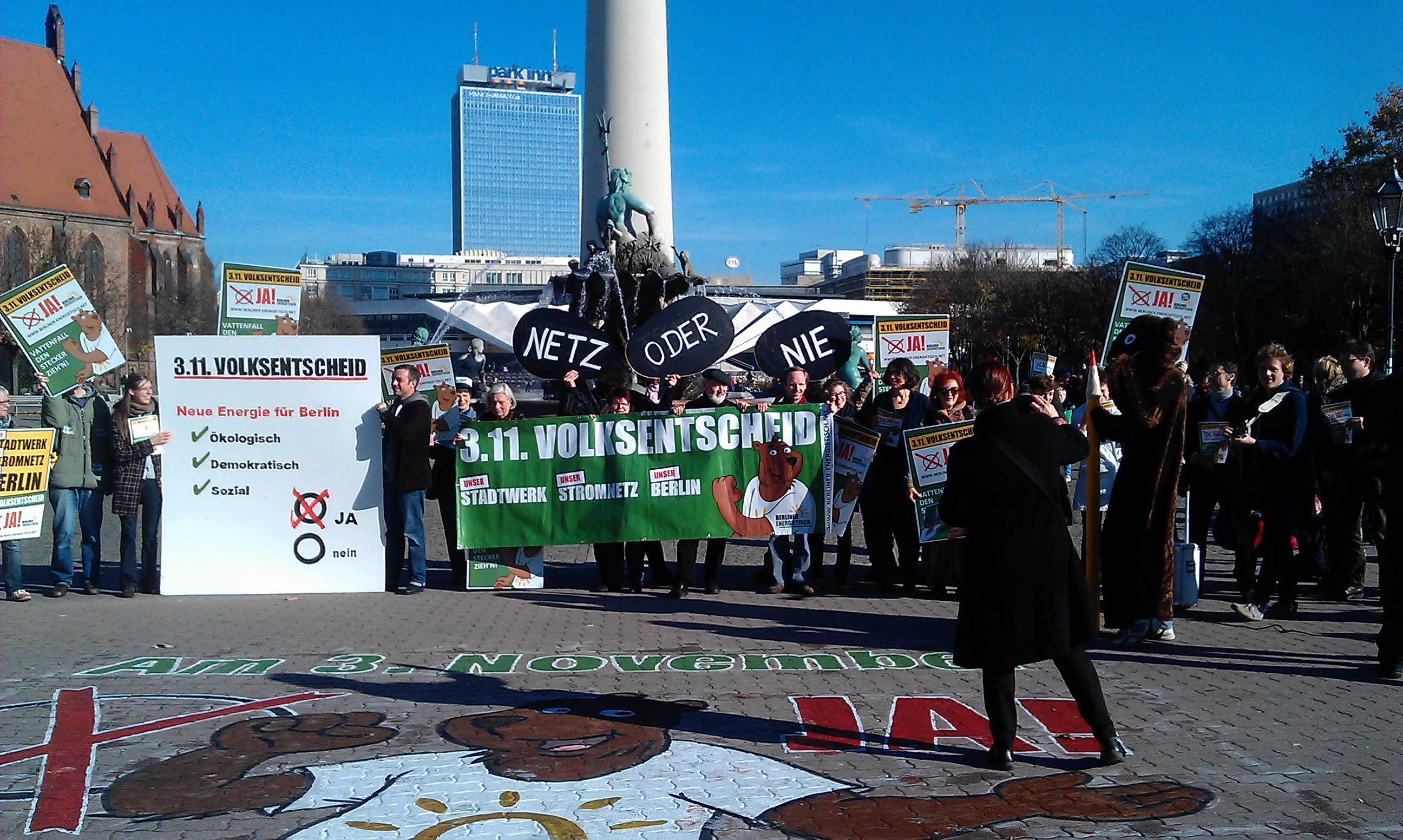
Kundgebung des Berliner Energietisches vor dem Volksbegehren im Oktober 2013

Elemente der direkten Demokratie wurden in Deutschland erstmals in der Weimarer Republik eingeführt. Auf Reichsebene fanden lediglich drei Volksbegehren statt. Nur dasjenige zur Fürstenenteignung und das Volksbegehren gegen den Young-Plan schafften es bis zum Volksentscheid, beide konnten die für Verfassungsänderungen erforderliche Zustimmung der Mehrheit der Stimmberechtigten nicht erreichen.
In der Bundesrepublik sind direktdemokratische Verfahren auf der Bundesebene schwach ausgeprägt. Artikel 20 Absatz 2 des Grundgesetzes betont die Volkssouveränität und bestimmt: „Alle Staatsgewalt geht vom Volke aus. Sie wird vom Volk in Wahlen und Abstimmungen […] ausgeübt.“ Während sich „Wahlen“ immer auf Personalentscheidungen beziehen, stellen „Abstimmungen“ unmittelbare Entscheidungen des Staatsvolkes über Sachfragen dar. Dennoch sieht das Grundgesetz nur in zwei sehr eng eingegrenzten Fällen Volksabstimmungen vor: Zum einen bei der Ablösung des Grundgesetzes durch eine neue Verfassung, zum anderen im Falle einer Neugliederung des Bundesgebietes, bei dem lediglich die wahlberechtigten Bürger in den betroffenen Gebieten stimmberechtigt sind. Von diesen beiden Ausnahmen abgesehen, ist die Bundespolitik als reines Repräsentativsystem ausgestaltet.
Auf der Länderebene sind direktdemokratische Instrumente deutlich stärker verankert. Bei der Gründung der deutschen Bundesländer nach 1945 wurden acht Landesverfassungen per Referendum angenommen. Alle bis 1950 verabschiedeten Landesverfassungen enthielten direktdemokratische Verfahren, in acht davon war die Volksgesetzgebung verankert. Die später beschlossenen Verfassungen verzichteten darauf. Die Hürden für die Volksgesetzgebung wurden so hoch gezogen, dass es, von einigen Abstimmungen über Gebietsveränderungen abgesehen, erst 1968 in Bayern zu einem Volksentscheid kam. Außerhalb Bayerns gab es bis 1997 keinen einzigen. In den ersten Jahrzehnten der Bundesrepublik spielten nur obligatorische Verfassungsreferenden in Bayern und Hessen eine Rolle. Ab 1989/90 setzte eine neue Dynamik in der Entwicklung der direkten Demokratie auf Landesebene ein. Bis 1996 wurde die Volksgesetzgebung in alle Landesverfassungen aufgenommen. Das Gesetzgebungsverfahren ist bei Initiativen aus dem Volk auf Landesebene meist als dreistufige Volksgesetzgebung ausgestaltet, beginnend mit einer Volksinitiative beziehungsweise einem Antrag auf ein Volksbegehren, gefolgt vom Volksbegehren und abgeschlossen durch einen Volksentscheid. Die gesetzlichen Regelungen variieren dabei stark, von entscheidender Bedeutung sind die geforderten Quoren sowie Fristen und Themenausschlüsse. In Bayern sowie in jüngerer Zeit in Berlin und Hamburg finden Volksentscheide deshalb in nennenswerter Zahl statt, während die Hürden dafür in anderen Ländern als nahezu unüberwindlich gelten. Kaum eine Rolle spielen Referenden zu einfachen Gesetzen, die in manchen Ländern die Landesregierung oder der Landtag ansetzen kann.
Ebenfalls seit den frühen 1990er Jahren haben sich auf der kommunalen Ebene Bürgerbegehren und Bürgerentscheide überall durchgesetzt, die es bis 1990 nur in Baden-Württemberg gab. Zeitgleich setzte sich die Direktwahl von Bürgermeistern und Landräten durch. Wahlen von Repräsentanten werden jedoch üblicherweise auch dann nicht zu den direktdemokratischen Verfahren gerechnet, wenn diese unmittelbar sind.
Die größten verfassungsrechtlichen Hindernisse für die Einführung direktdemokratischer Instrumente auf Bundesebene stellen im politischen System Deutschlands der Föderalismus und der in der Bundesrepublik besonders ausgeprägte Vorrang des Grundgesetzes dar. Die demokratietheoretischen Argumente unterscheiden sich in der deutschen Debatte nicht grundsätzlich von denen in anderen Ländern. Ablehnende Haltungen gegenüber der Einführung bundesweiter Volksentscheide werden aber häufig mit den „Weimarer Erfahrungen“ begründet, während positive Einstellungen oft mit einer Parteienkritik einhergehen oder auf diese reagieren.

## Geschichte der direkten Demokratie in Deutschland

### Direktdemokratische Forderungen im 19. und frühen 20. Jahrhundert
Im Zeitalter der Restauration hatte die Rezeption radikaldemokratischer französischer, Schweizer oder amerikanischer Vordenker der direkten Demokratie in Deutschland keinen Platz. Das gilt auch für die wenigen verbliebenen, oligarchisch verfassten Stadtrepubliken. Im Vormärz artikulierten erstmals deutsche Vertreter der demokratischen Bewegung wie Moritz Rittinghausen, Julius Fröbel, Johann Jacoby und Hermann Köchly direktdemokratische Forderungen. Ihre Vorschläge hatten nach der Revolution von 1848 in der Frankfurter Nationalversammlung jedoch selbst im Kreis der demokratischen Linken, der „Fraktion Donnersberg“, keine Chance. Die Liberalen hegten eine Abneigung gegenüber dem „Volk“ als einer von niederen Instinkten geleiteten Masse, das wie in der Französischen Revolution aufgehetzt werden könne und zu gewalttätigen Exzessen neige. Stattdessen fand das System der parlamentarischen Repräsentation nach britischem Vorbild breiten Anklang.
Erst als sich nach 1860 die Arbeiterbewegung in Deutschland formierte, fanden die Vorschläge Moritz Rittinghausens eine breitere Anhängerschaft und gingen 1869 in das Eisenacher Programm und 1875 in das Gothaer Programm der SPD ein. Im frühen 20. Jahrhundert begannen auch Vertreter des Linksliberalismus, direktdemokratische Verfahren in Erwägung zu ziehen.
Karl Marx und Friedrich Engels hatten eine Volksgesetzgebung mit Hinweis auf die Sozialstruktur und eine politische Unreife weiter Teile der deutschen Bevölkerung abgelehnt, die konservative und reaktionäre Kräfte begünstigt hätten. Sie propagierten eine Rätedemokratie, die eine besondere Form demokratischer Direktheit darstellt. Ihr Hauptanliegen war die (Wieder-)Verschränkung von Wirtschaft und Politik im Sinne einer sozialistischen Produktionsgemeinschaft, die demokratietheoretischen Aspekte traten dahinter zurück. Umgesetzt wurde das Konzept kurzzeitig in den Räterepubliken nach dem Ersten Weltkrieg und der Novemberrevolution. Basisdemokratische und direktdemokratische Instrumente im Rätemodell waren Volksversammlungen, das imperative Mandat, die Anbindung gewählter Repräsentanten an den Volkswillen durch permanente Abwahlmöglichkeit und das Rotationsprinzip, Volksbegehren und Volksentscheid. Besonders die Münchner Räterepublik erlangte Bedeutung, wurde aber am 2./3. Mai 1919 nach nicht einmal einem Monat niedergeschlagen.

### Weimarer Republik

#### Volksbegehren und Volksentscheide in der Weimarer Republik

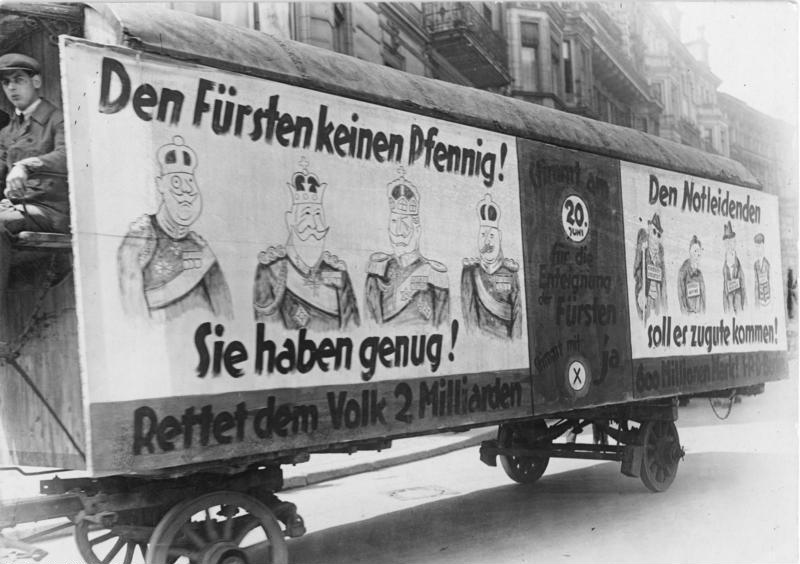
Propaganda für das Volksbegehren zur Fürstenenteignung 1926

Direktdemokratische Instrumente wurden in Deutschland erstmals in der Weimarer Republik eingeführt. Die Artikel 73 bis 76 der Weimarer Verfassung bestimmten die grundsätzlichen direktdemokratischen Verfahren. Die genauen Regelungen waren im Gesetz über den Volksentscheid vom 27. Juni 1921 sowie in der Reichsstimmordnung vom 14. März 1924 festgelegt.
Die Verfassung räumte der Bevölkerung das Recht ein, dem Parlament mit den Unterschriften von mindestens zehn Prozent der Wahlberechtigten durch ein Volksbegehren einen Gesetzesvorschlag vorzulegen. Stimmte das Parlament diesem nicht zu, kam es zum Volksentscheid, dessen Erfolg davon abhing, dass 50 Prozent des Wahlvolkes daran teilnahmen und überdies die Mehrheit der Teilnehmer mit Ja stimmte. Der Reichstag konnte einen Volksentscheid verlangen, wenn eine von ihm beschlossene Verfassungsänderung vom Reichsrat abgelehnt wurde. Außerdem konnte auch ein Drittel der Mitglieder des Reichstags einen Volksentscheid über ein beschlossenes Gesetz initiieren. In diesem Fall war zusätzlich die Unterstützung von fünf Prozent der Stimmberechtigten nötig. Schließlich konnte der Reichspräsident einen Volksentscheid über ein vom Reichstag beschlossenes Gesetz anordnen. Über den Haushaltsplan, über Abgabengesetze und Besoldungsordnungen konnte nur der Reichspräsident einen Volksentscheid veranlassen.
Grundsätzlich war das politische System der Weimarer Republik als parlamentarische Demokratie und als Parteiendemokratie angelegt. In politischen Normallagen sollte weder der volksgewählte Reichspräsident noch die Volksgesetzgebung, sondern der Reichstag das Organ der Gesetzgebung sowie der Kontrolle der Reichsregierung sein. Die direktdemokratischen Verfahren waren vielmehr als korrigierendes Gegengewicht zu einer Parteiendemokratie sowie zu einem „Parlamentsabsolutismus“ in Einzelfällen und somit als Ergänzung zum Repräsentativsystem gedacht. Daneben spielte die Hoffnung eine Rolle, das Volk durch die aktive Beteiligung zu politischer Kultur und Verantwortlichkeit erziehen und Akzeptanz für die Demokratie schaffen zu können. In der gegebenen desolaten Situation und angesichts der schwachen demokratischen Tradition in Deutschland war dies ein optimistisches Vorhaben. Die maßgeblichen Sprecher der demokratischen Parteien waren sich des Risikos bewusst, aber davon überzeugt, dass die Weimarer Verfassung im Ganzen ohne eine umfassende Demokratisierung der Bevölkerung wenig Chancen auf dauerhaften Bestand hätte. Der Einführung direktdemokratischer Verfahren lag zudem kein Vorbild in der Verfassungsordnung eines anderen, ähnlich großen und inhomogenen Staates zugrunde.
Auf Reichsebene fanden lediglich drei Volksbegehren statt, nur zwei davon schafften es bis zum Volksentscheid. Diese Gesetzesvorlagen wurden, nicht unumstritten, von der Reichsregierung jeweils als verfassungsändernd eingestuft und konnten die dafür erforderliche Zustimmung der Mehrheit der Stimmberechtigten nicht erreichen. Beide wären jedoch auch am Beteiligungsquorum von 50 Prozent für einfache Gesetze gescheitert. 1926 scheiterte die von KPD und SPD unterstützte Fürstenenteignung am Quorum, obwohl die Debatte zu einer der umfassendsten politischen Auseinandersetzungen der Weimarer Republik eskalierte. Das Volksbegehren „Gegen den Panzerkreuzerbau“, unterstützt von der KPD, scheiterte 1928 mit 1,2 Mio. Unterschriften bereits am Unterschriftenquorum. Der Volksentscheid gegen den Young-Plan, der von NSDAP und DNVP unterstützt worden war, scheiterte 1929 mit nur 14,9 Prozent Stimmbeteiligung ebenfalls deutlich. In der Praxis wurden die Volksbegehren zumeist federführend von oppositionellen Parteien organisiert. Angesichts der hohen Beteiligungs- und Zustimmungsquoren bestand die Taktik der jeweiligen Gegner der Volksentscheide nicht darin, um eine Stimmenmehrheit zu kämpfen, sondern in einem Boykott der Abstimmung.
In den meisten Ländern fanden direktdemokratische Verfahren Eingang in die jeweilige Landesverfassung, wie es sie auf Reichsebene gab. Mit dem ersten Volksentscheid in der deutschen Geschichte wurde am 13. April 1919 die badische Landesverfassung angenommen. Diese blieb die einzige durch eine Volksabstimmung beschlossene Verfassung der Weimarer Republik. Bis 1933 wurden in den Ländern insgesamt zwölf direktdemokratische Abstimmungen abgehalten, die zum Großteil auf die vorzeitige Auflösung des Parlamentes gerichtet waren. Nur einmal, bei der Auflösung des Oldenburgischen Landtags 1932, war ein solcher Volksentscheid erfolgreich. Die anderen Versuche, darunter der Anfang 1931 von antidemokratischen rechten Parteien und Organisationen (Stahlhelm, DNVP, NSDAP u. a.) sowie der KPD herbeigeführte Volksentscheid zur Auflösung des preußischen Landtages, scheiterten am nötigen Quorum.

#### Volksabstimmungen über territoriale Veränderungen auf der Grundlage des Versailler Vertrags

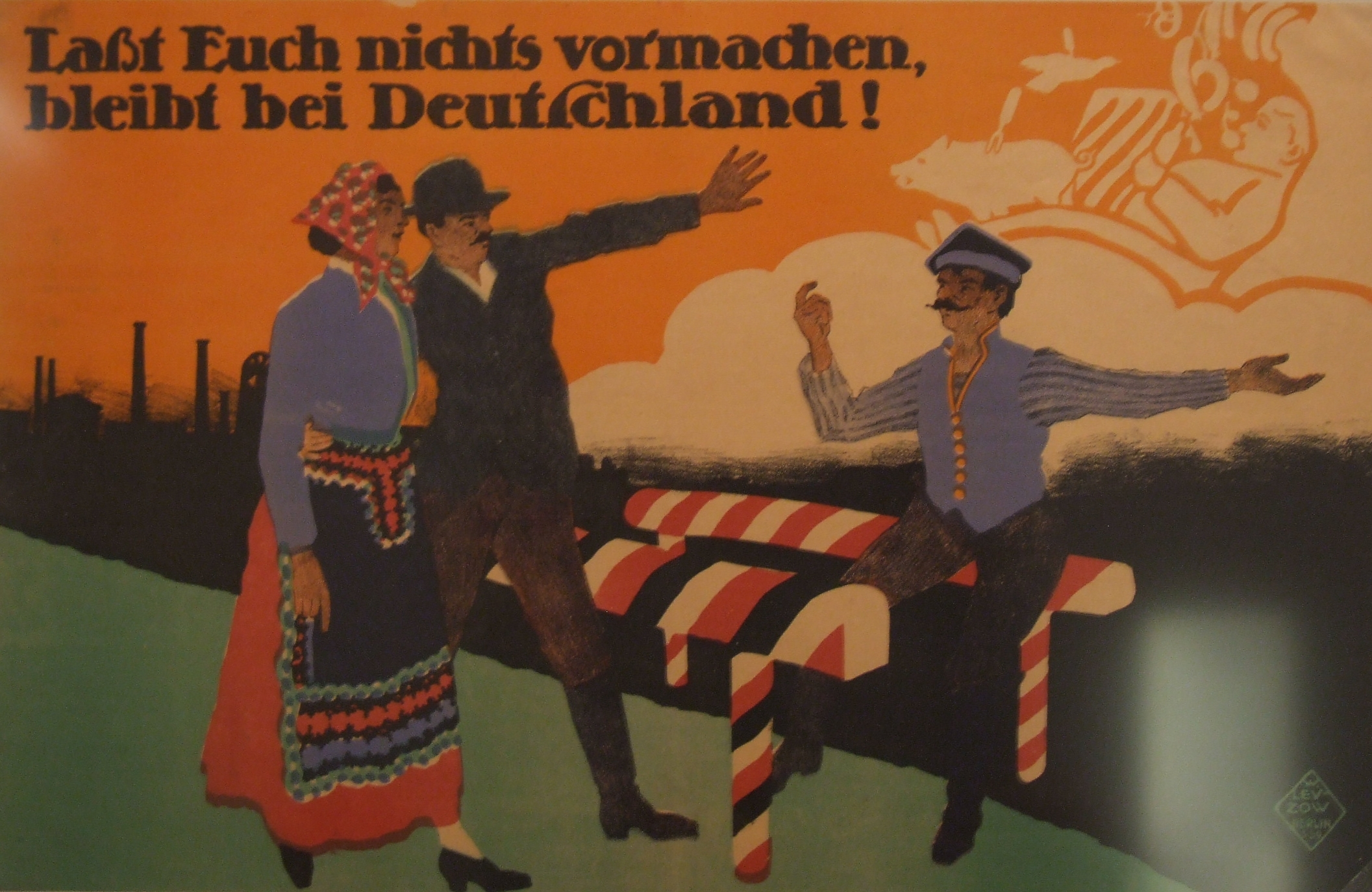
Deutsches Propagandaplakat vor der Volksabstimmung in Oberschlesien 1921

Auf der Grundlage der Artikel 88, 94 und 104 des Friedensvertrags von Versailles wurden in einer Reihe von Grenzgebieten mit bedeutenden nationalen Minderheiten Volksabstimmungen abgehalten. Entschieden wurde dabei jeweils die Frage, ob die Abstimmungsgebiete bei Deutschland verbleiben oder den Nachbarländern Dänemark beziehungsweise Polen angeschlossen werden sollten. Andere Gebietsabtretungen wurden ohne Volksabstimmungen vollzogen.
Mehrere Volksabstimmungen in Schleswig im Februar und März 1920 ergaben, dass Nordschleswig künftig zu Dänemark, Mittelschleswig dagegen weiterhin zum Deutschen Reich gehören sollte. Im Abstimmungsgebiet Marienwerder (Provinz Westpreußen) und im Abstimmungsgebiet Allenstein (Provinz Ostpreußen) stimmte am 11. Juli 1920 jeweils eine überwältigende Mehrheit für den Verbleib bei Deutschland. Am 20. März 1921 folgten weitere Volksabstimmungen in Oberschlesien und einem kleinen Teil Niederschlesiens. Während sich in Niederschlesien ebenfalls eine deutliche Mehrheit für einen Verbleib bei Deutschland aussprach, fiel das Ergebnis in Oberschlesien territorial sehr uneinheitlich aus. Im größeren Westteil der Provinz favorisierte eine klare Mehrheit den Verbleib bei Deutschland, der kleinere Ostteil um Kattowitz mit seinen wertvollen Kohlegruben stimmte dagegen ebenso deutlich für einen Beitritt zur Polnischen Republik. Um diesem Dilemma zu begegnen, beschloss eine Botschafterkonferenz in Paris die Teilung Oberschlesiens entlang der sogenannten Sforza-Linie, wobei das westliche Oberschlesien als Provinz bei Deutschland verblieb und der kleinere Ostteil der polnischen Autonomen Woiwodschaft Schlesien zugeschlagen wurde.

### Zeit des Nationalsozialismus

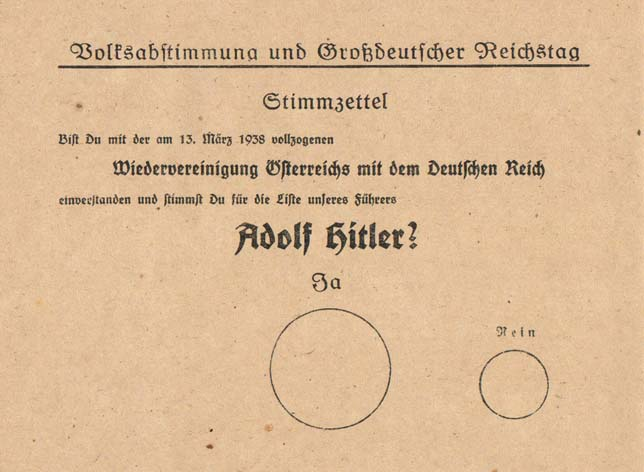
Stimmzettel zur Volksabstimmung über den Anschluss Österreichs an das Deutsche Reich („Wiedervereinigung“), mit suggestiver „Stimmempfehlung“ für Ja

Während der Diktatur der Nationalsozialisten trat das Gesetz über Volksabstimmung vom 14. Juli 1933 an die Stelle der Artikel 73–76 der Weimarer Reichsverfassung, die jedoch formal nicht aufgehoben wurden. Es ermöglichte der Reichsregierung, ein Referendum zu initiieren, dessen Gegenstand nicht nur Gesetze, sondern allgemein „beabsichtigte Maßnahmen“ sein konnten. Das Quorum und damit die Vetomöglichkeit durch Abstimmungsboykott wurden abgeschafft. Da ausschließlich ein zustimmendes Votum verbindlich war, handelte es sich bei den Volksabstimmungen lediglich um Volksbefragungen.
Auf dieser Grundlage wurden zwei Volksabstimmungen durchgeführt, die jedoch nicht „beabsichtigte Maßnahmen“ zum Inhalt hatten, sondern jeweils bereits vollzogene Akte legitimieren sollten. Als erste fand am 12. November 1933 eine Volksabstimmung über den Austritt Deutschlands aus dem Völkerbund statt. Am 19. August 1934 folgte eine weitere über das Staatsoberhaupt des Deutschen Reichs, mit der die Ämter des Reichspräsidenten und des Reichskanzlers vereinigt und auf Adolf Hitler als Führer und Reichskanzler übertragen wurden. Die am 10. April 1938 abgehaltene Volksabstimmung über die Wiedervereinigung Österreichs mit dem Deutschen Reich (über den Anschluss Österreichs) war vollständig mit der Reichstagswahl verschmolzen fußte nicht auf dem Gesetz über Volksabstimmung. Die Abstimmungsbeteiligung lag jeweils zwischen 95,7 Prozent und 99,7 Prozent, die Zustimmungsquote zwischen 88,1 Prozent und 99,0 Prozent.
Aufgrund der Missachtung der Grundsätze einer demokratischen Abstimmung, neuerschaffener Demokratiebegriffe und „völkisch-plebiszitärer“ Staatskonzepte gelten diese Volksabstimmungen als Missbrauch direktdemokratischer Verfahren. Sie hatten die Funktion pseudolegalistischer Akklamationen zuvor gefasster Entscheidungen der Reichsregierung. Dennoch ist davon auszugehen, dass die große Mehrheit der Deutschen den Abstimmungsvorlagen aus Überzeugung zustimmte.
Als letzte Deutschland betreffende Volksabstimmung im Zuge des Versailler Vertrags wurde am 13. Januar 1935 mit der Saarabstimmung über die Zugehörigkeit des unter Völkerbundmandat stehenden Saargebiets abgestimmt. Die Abstimmung erbrachte eine Mehrheit von 90,7 Prozent für Deutschland, so dass das Saargebiet dem Deutschen Reich angegliedert wurde.

### DDR
Die erste direktdemokratische Abstimmung in der Nachkriegszeit fand in der sowjetischen Besatzungszone noch vor jeder Landtagswahl statt. Der Volksentscheid in Sachsen am 30. Juni 1946 sah die entschädigungslose Enteignung von Großgrundbesitzern, Kriegsverbrechern und aktiven Nationalsozialisten vor. Bei einer Beteiligung von 93,7 Prozent stimmten 77,6 Prozent für das Gesetz und 16,6 Prozent dagegen.
Die Verfassung der Deutschen Demokratischen Republik von 1949 bestimmte Volksbegehren und Volksentscheide als Instrumente der Legislative, die gleichberechtigt neben der Volkskammer stehen sollten. Demnach konnten zehn Prozent der Stimmberechtigten oder die anerkannten Parteien und Massenorganisationen einen Volksentscheid beantragen. Zur Annahme des Gesetzentwurfs war eine einfache Mehrheit nötig. Auch die Volkskammer konnte durch einen Volksentscheid aufgelöst werden.
Volksentscheide wurden auch in den 1946/47 verabschiedeten Verfassungen der fünf Länder der SBZ bzw. der DDR verankert. So hieß es in der Verfassung des Landes Thüringen vom 20. Dezember 1946: „Das Volk verwirklicht seinen Willen durch die Wahl der Volksvertretungen, durch Volksentscheid, durch die Mitwirkung an Verwaltung und Rechtsprechung und durch die umfassende Kontrolle der öffentlichen Verwaltungsorgane.“ Annähernd gleichlautende Formulierungen wurden in die übrigen Landesverfassungen übernommen.
Die gesetzlichen Bestimmungen zum Volksentscheid blieben theoretisch. Im einzigen Volksentscheid der DDR-Geschichte wurde 1968 über eine neue Verfassung abgestimmt. Die Initiative ging vom Zentralkomitee der SED aus. Am 6. April 1968 wurde der Verfassungsentwurf per Volksabstimmung bestätigt, die jedoch ohne die Möglichkeit einer geheimen Abstimmung und freien Diskussion nicht demokratischen Grundsätzen entsprach. Dennoch wagte eine relativ große Zahl der Bürger den Widerspruch. Anstelle der bei Wahlen in der DDR üblichen Ergebnisse im Bereich von 99 Prozent Zustimmung wurde selbst im offiziellen Ergebnis eine Zustimmung von 96,37 Prozent der abgegebenen Stimmen und 3,4 Prozent Nein-Stimmen ausgewiesen. Drei Tage später trat die neue Verfassung offiziell in Kraft, in der die Möglichkeit eines Volksbegehrens nicht mehr vorkam. Die Volkskammer konnte dagegen weiterhin die Durchführung eines Referendums beschließen.
Darüber hinaus gab es in den 1950er Jahren zwei in der Verfassung nicht vorgesehene Volksbefragungen mit propagandistischer Zielsetzung. 1951 sprachen sich bei einer Stimmbeteiligung von 99,42 Prozent 95,98 Prozent der Abstimmenden gegen die Wiederbewaffnung in der Bundesrepublik und für einen Friedensvertrag aus, 4,02 Prozent stimmten dagegen. Trotz eines Verbotes der Behörden der Bundesrepublik fand dort eine Parallelabstimmung statt, an der sich nach Angaben des Veranstalters, dem der KPD nahestehenden Hauptausschuss für Volksbefragungen, 6.267.312 Abstimmende beteiligten, was einer Wahlbeteiligung von etwa 20 Prozent entsprochen hätte. 94,42 Prozent der Abstimmenden sollen mit „Ja“, 5,58 Prozent mit „Nein“ gestimmt haben. Nachdem die Bundesrepublik den Generalvertrag und den später nicht in Kraft getretenen Vertrag zur Errichtung der Europäischen Verteidigungsgemeinschaft (EVG) mit den drei Westmächten Frankreich, Großbritannien und USA ratifiziert hatte, beschloss die Volkskammer 1954 eine erneute Volksbefragung. Bei einer Wahlbeteiligung von 98,60 Prozent stimmten 93,46 Prozent für einen Friedensvertrag sowie einen Abzug der Besatzungstruppen, 6,54 Prozent stimmten für die EVG. Eine parallele Befragung in der Bundesrepublik fand diesmal nicht statt.
Nach den Umbrüchen im Herbst 1989 richtete der Zentrale Runde Tisch eine Arbeitsgruppe „Neue Verfassung der DDR“ ein, der bis zur Volkskammerwahl am 6. Mai 1990 einen Verfassungsentwurf erarbeiten sollte. Nachdem der Wahltermin auf den 18. März vorverlegt worden war und sich der Zentrale Runde Tisch unmittelbar danach aufgelöst hatte, übergab die Arbeitsgruppe den Entwurf am 4. April 1990 den neu gewählten Abgeordneten der Volkskammer. Der Verfassungsentwurf sah umfassende direktdemokratische Beteiligungsmöglichkeiten vor. Zu diesem Zeitpunkt waren aber maßgebliche Entscheidungen bereits getroffen, zudem unterschied sich die Zusammensetzung der Volkskammer, in der die CDU mit Abstand stärkste Partei geworden war, erheblich von derjenigen des Runden Tisches, so dass der Entwurf im raschen Verlauf des Vereinigungsprozesses keine Rolle mehr spielte. Die Volkskammer lehnte es ab, ihn auch nur zur weiteren Beratung in die Ausschüsse zu verweisen. In der letzten Kommunalverfassung der DDR vom Mai 1990 wurde der Bürgerentscheid verankert, der nach der Wiedervereinigung in alle Gemeindeordnungen der neuen Bundesländer aufgenommen wurde.

### Bundesrepublik

#### Nachkriegszeit

##### Entscheidungen bei der Entstehung des Grundgesetzes
Die aus der Londoner Sechsmächtekonferenz hervorgegangenen, am 1. Juli 1948 verabschiedeten Frankfurter Dokumente sahen vor, eine Verfassung durch Referenden in den Ländern zu ratifizieren. Um ihren provisorischen Charakter zu unterstreichen und die deutsche Teilung nicht zu zementieren, beschlossen die Ministerpräsidenten der Länder in den drei Westzonen jedoch auf der Rittersturz-Konferenz vom 8. bis 10. Juli 1948, auf den Begriff „Verfassung“ zu verzichten und das „Grundgesetz“ durch die Landesparlamente statt durch eine Volksabstimmung ratifizieren zu lassen. Der vom 10. bis 23. August 1948 tagende Verfassungskonvent auf Herrenchiemsee verständigte sich auf die Vorgabe, dass es in der auszuarbeitenden Verfassung kein Volksbegehren, wohl aber ein obligatorisches Referendum bei Änderungen des Grundgesetzes geben solle. Der Parlamentarische Rat wich nach kontroverser Debatte von dieser Empfehlung ab und beschloss, keine plebiszitären Elemente in das Grundgesetz aufzunehmen, sondern ganz auf die repräsentative Demokratie zu setzen.
Diese Entscheidung wurde im Nachhinein als Ergebnis der konkreten Erfahrungen aus der Weimarer Republik interpretiert. Neuere Forschungen betonen dagegen, dass sie im Wesentlichen zeitbedingt gewesen sei. Die wichtigsten Gründe für die ablehnende Haltung waren demnach die Furcht vor einem Missbrauch von Volksabstimmungen durch die SED bzw. die KPD im aufkommenden Kalten Krieg, der provisorische Charakter, den das Grundgesetz haben sollte, und die Schwierigkeiten, die Volksabstimmungen angesichts der zerstörten Infrastruktur in der Nachkriegszeit mit sich gebracht hätten. Die Parteien schwankten zwischen prinzipieller Bejahung und situativer Ablehnung der direkten Demokratie, jedoch lehnte keine Partei im Parlamentarischen Rat die Aufnahme direktdemokratischer Verfahren generell ab. Der Parlamentarische Rat habe vielmehr die junge Demokratie für eine Übergangszeit vor sich selbst schützen und die direkte Demokratie in „Quarantäne“ nehmen, direktdemokratische Verfahren aber nicht ein für alle Mal ausschließen wollen.

##### Direktdemokratische Verfahren in den ersten Länderverfassungen
| Einführung von Volks- und Bürgerentscheid in den Ländern | Einführung von Volks- und Bürgerentscheid in den Ländern | Einführung von Volks- und Bürgerentscheid in den Ländern |
| Land                                                     | Volks- entscheid                                         | Bürger- entscheid                                        |
| -------------------------------------------------------- | -------------------------------------------------------- | -------------------------------------------------------- |
| Bayern                                                   | 1946                                                     | 1995                                                     |
| Hessen                                                   | 1946                                                     | 1993                                                     |
| Bremen                                                   | 1947                                                     | 1994 (Bezirke)                                           |
| Rheinland-Pfalz                                          | 1947                                                     | 1994                                                     |
| Baden (Südbaden)                                         | 1947                                                     | –                                                        |
| Württemberg-Hohenzollern                                 | 1947                                                     | –                                                        |
| Berlin                                                   | 1950 (bis 1975)/1995                                     | 2005 (Bezirke)                                           |
| Nordrhein-Westfalen                                      | 1950                                                     | 1994                                                     |
| Baden-Württemberg                                        | 1974                                                     | 1955                                                     |
| Saarland                                                 | 1979                                                     | 1997                                                     |
| Schleswig-Holstein                                       | 1990                                                     | 1990                                                     |
| Brandenburg                                              | 1992                                                     | 1993                                                     |
| Sachsen                                                  | 1992                                                     | 1993                                                     |
| Sachsen-Anhalt                                           | 1992                                                     | 1990                                                     |
| Niedersachsen                                            | 1993                                                     | 1996                                                     |
| Mecklenburg-Vorpommern                                   | 1994                                                     | 1993                                                     |
| Thüringen                                                | 1994                                                     | 1993                                                     |
| Hamburg                                                  | 1996                                                     | 1998 (Bezirke)                                           |

Die Verfassungsberatungen in den Ländern und die Debatte um das Grundgesetz beeinflussten sich gegenseitig, nicht zuletzt, weil die meisten Mitglieder des Parlamentarischen Rats auch in einer verfassunggebenden Versammlung eines Landes aktiv waren. Alle vorgrundgesetzlichen Landesverfassungen sahen direktdemokratische Verfahren nach dem Vorbild der Weimarer Reichs- und Länderverfassungen vor, wobei die geforderten Quoren außer in Bayern deutlich heraufgesetzt wurden. Nach der Verabschiedung des Grundgesetzes nahm nur noch die Verfassung von Nordrhein-Westfalen die Volksgesetzgebung auf, die entsprechenden Regelungen waren aber bereits im Juli 1948 mit breiter Mehrheit beschlossen worden. Ebenso wurden bis Oktober 1947 sieben Länderverfassungen per Referendum angenommen, danach nur noch diejenige von Nordrhein-Westfalen im Juni 1950. Die übrigen wurden von den Landtagen verabschiedet.
In Hessen, Rheinland-Pfalz und Bremen wurde mit dem Volksentscheid über die Landesverfassung in Sonderabstimmungen auch über einzelne umstrittene Artikel abgestimmt. In Hessen betraf dies den Artikel 41 zur Möglichkeit von Sozialisierungen, in Rheinland-Pfalz den Artikel 20 zur Gestaltung und Rolle der Schulen im Land sowie in Bremen der Artikel 47 zur Frage der Arbeitnehmermitbestimmung.

#### Stagnation der direkten Demokratie in der Bonner Republik

##### Die Bundesebene bis zur Wiedervereinigung
1958 beantragte die SPD-Fraktion im Bundestag eine nicht bindende „Volksbefragung wegen einer atomaren Aufrüstung der Bundeswehr“ als konfirmatives Referendum des souveränen Parlaments, die keiner grundgesetzlichen Änderung bedürfe. Die Regierungsmehrheit lehnte den Antrag ab. Die SPD-geführte hessische Landesregierung widersetzte sich der Aufforderung aus Bonn, durch kommunale Gebietskörperschaften initiierte Volksbefragungen zu unterbinden, scheiterte damit aber vor dem Bundesverfassungsgericht.
Die CDU-nahe Konrad-Adenauer-Stiftung bewertete 1969 die von der NPD erhobene Forderung nach Volksabstimmungen auf Bundesebene und der Direktwahl des Bundespräsidenten als eine „Forderung für die Beseitigung der heutigen Stabilität der Demokratie in der Bundesrepublik“, da diese durch Verzicht auf derartige direktdemokratische Elemente habe erzielt werden können.
Die vom Parlamentarischen Rat vollzogene Absage an plebiszitäre Elemente auf der Bundesebene wurde im Bundestag lange Zeit nicht in Frage gestellt. Eine Enquete-Kommission Verfassungsreform lehnte in ihrem 1976 vorgelegten Schlussbericht mit breitem Konsens alle Formen unmittelbarer Beteiligung in Sachfragen ab.
Erst als die 1980 gegründeten Grünen nach der Bundestagswahl 1983 in das Parlament einzogen, wurde das Thema direkte Demokratie im Bundestag wieder thematisiert. Noch 1983 brachten die Grünen einen Gesetzentwurf zur Durchführung einer konsultativen Volksbefragung über die Stationierung atomarer Mittelstreckenraketen im Zuge des NATO-Doppelbeschlusses ein. Versuche, die Möglichkeiten der Volksgesetzgebung in Hessen und in Baden-Württemberg für entsprechende Initiativen zu nutzen, scheiterten an der Bundeszuständigkeit in Fragen der Verteidigung. Die von einer Gruppierung der Grünen gegründete „Aktion Volksentscheid“ richtete 1983 eine Sammelpetition an den Bundestag, die Volksgesetzgebung auf Bundesebene einzuführen. Sie argumentierte, die Einführung einer Volksgesetzgebung bedürfe keiner Verfassungsänderung, da Artikel 20 des Grundgesetzes diese bereits erlaube. Auf Empfehlung des Petitionsausschusses erklärte das Plenum die Petition gegen die Stimmen der Grünen wegen verfassungsrechtlicher Bedenken für erledigt.

##### Direkte Demokratie in den Ländern bis 1989/90
Ein im Falle der Neugliederung des Bundesgebietes, also bei der Zusammenlegung oder Aufspaltung von Bundesländern, vom Grundgesetz vorgeschriebenes obligatorisches Referendum gab es 1952 bei der Gründung des Bundeslandes Baden-Württemberg. Auf kommunaler Ebene gilt Baden-Württemberg, wo 1955 das Bürgerbegehren in die Gemeindeordnung eingeführt wurde, als das „Mutterland direkter Demokratie“.
1955 wurde im – damals nicht zu Deutschland gehörenden – Saarland ein konfirmatives Referendum über den Status des Landes abgehalten. In der Volksbefragung sprachen sich 67,7 Prozent der Stimmberechtigten gegen eine Autonomie im Rahmen des Europäischen Saarstatuts als außerstaatliches Sonderterritorium der Westeuropäischen Union aus. Daraufhin nahm die Regierung des Saarlandes Verhandlungen mit der deutschen Bundesregierung auf, und das Saarland trat zum 1. Januar 1957 der Bundesrepublik Deutschland bei.
1968 kam es in Bayern zum ersten auf ein Volksbegehren zurückgehenden Volksentscheid über die Gemeinschaftsschule. Außerhalb Bayerns gab es, von einigen Abstimmungen über Gebietsveränderungen abgesehen, bis 1997 keinen einzigen.
1974 führten Baden-Württemberg und 1979 das Saarland die Volksgesetzgebung ein, wobei die vorgeschriebenen Quoren jeweils äußerst hoch angesetzt wurden. In Berlin dagegen wurde der Volksentscheid, der niemals durch ein Ausführungsgesetz konkretisiert worden und folglich nie zur Anwendung gekommen war, 1974 aus der Verfassung getilgt.

#### Expansion direktdemokratischer Verfahren seit 1989/90

##### Gesetzesinitiativen im Bundestag
| Gesetzesinitiativen zur Einführung bundesweiter Volksentscheide | Gesetzesinitiativen zur Einführung bundesweiter Volksentscheide | Gesetzesinitiativen zur Einführung bundesweiter Volksentscheide |
| Jahr                                                            | Initiative                                                      | Zustimmung                                                      |
| --------------------------------------------------------------- | --------------------------------------------------------------- | --------------------------------------------------------------- |
| 1992                                                            | Grüne                                                           |                                                                 |
| 1998                                                            | Grüne                                                           |                                                                 |
| 1999                                                            | PDS                                                             |                                                                 |
| 2002                                                            | SPD/Grüne                                                       | 63,38 %                                                         |
| 2006                                                            | PDS                                                             |                                                                 |
| 2006                                                            | FDP                                                             |                                                                 |
| 2006                                                            | Grüne                                                           |                                                                 |
| 2010                                                            | Linke                                                           | 9,81 %                                                          |
| 2013                                                            | SPD                                                             |                                                                 |
| 2014                                                            | Linke                                                           |                                                                 |
| 2016                                                            | Linke                                                           |                                                                 |

Die nach der Wiedervereinigung eingesetzte Gemeinsame Verfassungskommission erarbeitete Vorschläge für die Einführung der dreistufigen Volksgesetzgebung auf Bundesebene. Kein anderes Thema der Beratungen stand so im Mittelpunkt des öffentlichen Interesses, wie 266.000 Eingaben an die Verfassungskommission belegen. In der Kommission erhielten die Anträge von SPD und Grünen für die Einführung von Volksinitiative, Volksbegehren und Volksentscheid zwar einfache Mehrheiten, die für eine Änderung des Grundgesetzes erforderliche Zweidrittelmehrheit kam jedoch nicht zustande. Auch die weit verbreitete Forderung nach einer abschließenden Volksabstimmung über das Grundgesetz und dessen Reform gemäß Art. 146 GG setzte sich nicht durch. Ebenso wenig Erfolg hatte ein Antrag der SPD, den Artikel 146 GG dahingehend zu ändern, dass eine Volksabstimmung die Frage nach dem Sitz von Bundestag und Bundesregierung entscheiden solle.
Im November 1992 und im März 1998 brachten die Grünen, im Juni 1999 die PDS erfolglos Gesetzentwürfe zu bundesweiten Volksentscheiden in den Deutschen Bundestag ein. Nach dem Wahlsieg von SPD und Bündnis 90/Die Grünen bei der Bundestagswahl 1998 wurde die Einführung direktdemokratischer Verfahren auf Bundesebene in den Koalitionsvertrag aufgenommen. Im März 2002 brachte die rot-grüne Regierung einen entsprechenden Gesetzentwurf zur Einführung einer dreistufigen Volksgesetzgebung auf Bundesebene in den Bundestag ein. Dieser erhielt eine Mehrheit von 63,38 Prozent und scheiterte damit nur knapp an der erforderlichen Zweidrittelmehrheit. Für den Antrag stimmten in der namentlichen Abstimmung auch die PDS, 14 Abgeordnete der FDP, darunter der Parteivorsitzende Guido Westerwelle und der Fraktionsvorsitzende Wolfgang Gerhardt, sowie der CDU-Abgeordnete und ehemalige Bundesminister Christian Schwarz-Schilling. Die FDP brachte 2003 und 2004 zwei Anträge zu einem Referendum über die Annahme einer Europäischen Verfassung in den Bundestag ein. 2006 unternahmen die PDS, die FDP und Bündnis 90/Die Grünen mit jeweils getrennten Gesetzentwürfen erneut Vorstöße für einen bundesweiten Volksentscheid, ein weiterer folgte 2010 durch Die Linke. 2012 stellte die CSU einen Entschließungsantrag über Volksentscheide auf Bundesebene bei grundsätzlichen Fragen der Europapolitik im Bundesrat zur Abstimmung. Im Juni 2013 brachte die SPD erneut zwei Gesetzentwürfe zur Volksgesetzgebung in den Bundestag ein. Im März 2014 unternahm die Linke einen weiteren Anlauf mit einem Gesetzentwurf zur Einführung der dreistufigen Volksgesetzgebung, der weitgehend auf den Vorschlägen des Vereins Mehr Demokratie beruhte.

##### Entwicklungen in Ländern und Kommunen seit 1989
Zwei Entwicklungen führten 1989/90 zu einer Periode der Expansion der direkten Demokratie in den Ländern und Kommunen: Zum einen setzten die Umbrüche in der DDR, zum anderen die Verfassungsreform in Schleswig-Holstein nach der Barschel-Affäre eine neue Dynamik in der Entwicklung direktdemokratischer Verfahren in Gang. Mit dem SPD-regierten Schleswig-Holstein führte 1989 erstmals wieder ein Bundesland die Volksgesetzgebung ein und setzte dabei relativ niedrige Hürden. Neu war die Einführung der Volksinitiative als Eingangsstufe eines dreiphasigen Verfahrens. 1997 kam es in Schleswig-Holstein zum ersten auf ein Volksbegehren zurückgehenden Volksentscheid außerhalb Bayerns. Zudem war Schleswig-Holstein nach Baden-Württemberg das zweite Land, das mit dem Bürgerbegehren und dem Bürgerentscheid weitreichende Beteiligungsformen mit niedrigen Hürden schuf.
In allen zwischen 1992 und 1994 jeweils durch ein Verfassungsreferendum beschlossenen neuen Landesverfassungen der ostdeutschen Bundesländer wurden Volksbegehren und Volksentscheide nach dem schleswig-holsteinischen Modell verankert. Diesem Vorbild folgten bis 1996 wiederum Niedersachsen, Berlin und Hamburg, so dass die Volksgesetzgebung seitdem in allen Ländern verankert ist. In Bremen, Nordrhein-Westfalen und Rheinland-Pfalz wurden die bestehenden Regelungen reformiert.
Eine geplante Zusammenlegung der Bundesländer Berlin und Brandenburg, für die das Grundgesetz als Neugliederung des Bundesgebietes ein obligatorisches Referendum vorschrieb, wurde 1996 von der Bevölkerung abgelehnt. Mehrere Volksentscheide haben besonders in jüngerer Zeit große Aufmerksamkeit erregt. Zu nennen sind hier unter anderem die Volksentscheide Pro Reli in Berlin (2009), zum Nichtraucherschutz in Bayern und zur Schulreform in Hamburg (beide 2010), über die Offenlegung der Teilprivatisierungsverträge bei den Berliner Wasserbetrieben und zu Stuttgart 21 (beide 2011) sowie über die Rekommunalisierung der Hamburger und Berliner Energieversorgung (beide 2013). Trotzdem blieb die Volksgesetzgebung auch in Ländern mit relativ niedrigen Hürden eine Ausnahme mit geringer praktischer Bedeutung und hatte keine grundsätzliche Veränderung des parlamentarischen Systems oder der Parteiendemokratie zur Folge.
Die Kommunalverfassung der DDR, in der der Bürgerentscheid noch im Mai 1990 verankert worden war, galt auch nach der Wiederbegründung der neuen Bundesländer und dem Beitritt zur Bundesrepublik zunächst fort. Alle neuen Gemeindeordnungen in den neuen Ländern übernahmen die Bestimmungen der DDR-Kommunalverfassung zu den direktdemokratischen Verfahren. Wie bei der Volksgesetzgebung auf Landesebene folgten bis 1997 alle Flächenländer dieser Entwicklung. Bürgerbegehren und Bürgerentscheid in Bayern wurden 1995 per Volksentscheid auf Initiative des Vereins Mehr Demokratie in die Gemeindeordnung eingefügt. Bis 2005 hatten auch die Stadtstaaten den Bürgerentscheid in ihren Bezirken eingeführt.

## Die Ausgestaltung der direkten Demokratie in der Bundesrepublik

### Die Stellung von Volksabstimmungen im Grundgesetz
Das Grundgesetz kennt kein Initiativrecht für das Volk. Allerdings regelt Art. 20 Abs. 2 GG: „Alle Staatsgewalt geht vom Volke aus. Sie wird vom Volke in Wahlen und Abstimmungen […] ausgeübt.“ Da sich „Wahlen“ stets auf Personen und „Abstimmungen“ stets auf Sachfragen beziehen, ist eine Volksgesetzgebung somit prinzipiell vom Grundgesetz abgedeckt. In Art. 76 GG hingegen wird das Gesetzgebungsverfahren dargelegt, ohne dass „das Volk“ dort erwähnt wird. Das Bundesverfassungsgericht sowie die überwiegende Zahl der Staatsrechtler interpretiert diesen Widerspruch heute derart, dass Plebiszite auf Bundesebene eingeführt werden können, allerdings erst nach Ergänzung des Art. 76 GG um entsprechende Formulierungen.
Für zwei Fälle sieht das Grundgesetz ein obligatorisches Referendum vor: erstens bei einer Neugliederung des Bundesgebietes nach Art. 29 GG, bei dem lediglich die wahlberechtigten Bürger in den betroffenen Gebieten stimmberechtigt sind, und zweitens bei der Ablösung des Grundgesetzes durch eine Verfassung (Art. 146 GG). Das obligatorische bundesweite Referendum nach Art. 146 GG über eine neue Verfassung war vom Parlamentarischen Rat für den Fall der deutschen Wiedervereinigung vorgesehen. Da sich die Bundesregierung 1990 entschied, die Wiedervereinigung über den Art. 23 GG a. F. – also über einen Beitritt der neuen Bundesländer zum Bundesgebiet – zu bewirken, kam Art. 146 GG bislang nicht zum Tragen. Unabhängig davon gebietet er aber weiterhin, dass eine umfassende Revision des Grundgesetzes oder die Ausarbeitung einer neuen Verfassung obligatorisch in einem bundesweiten Verfassungsreferendum bestätigt werden müsste.

### Direkte Demokratie in den Bundesländern

#### Volksgesetzgebung
| Hürden der Volksgesetzgebung in den Ländern bei einfachen Gesetzen | Hürden der Volksgesetzgebung in den Ländern bei einfachen Gesetzen | Hürden der Volksgesetzgebung in den Ländern bei einfachen Gesetzen         | Hürden der Volksgesetzgebung in den Ländern bei einfachen Gesetzen |
| Land                                                               | Volksbegehren                                                      | Volksbegehren                                                              | Volksentscheid                                                     |
| Land                                                               | Quorum                                                             | Frist                                                                      | Zustimmungs- quorum                                                |
| ------------------------------------------------------------------ | ------------------------------------------------------------------ | -------------------------------------------------------------------------- | ------------------------------------------------------------------ |
| BW                                                                 | 10 %                                                               | 6 Monate, freie Sammlung zzgl. 3 Monate Amtseintragung innerhalb der Frist | 20 %                                                               |
| BY                                                                 | 10 %                                                               | 14 Tage, Amtseintragung                                                    | –                                                                  |
| BE                                                                 | 7 %                                                                | 4 Monate, freie Sammlung und Amtseintragung                                | 25 %                                                               |
| BB                                                                 | ca. 3,8 %                                                          | 6 Monate, Amtseintragung                                                   | 25 %                                                               |
| HB                                                                 | 5 %                                                                | 3 Monate, freie Sammlung                                                   | 20 %                                                               |
| HH                                                                 | 5 %                                                                | 21 Tage, freie Sammlung und Amtseintragung                                 | –                                                                  |
| HE                                                                 | 5 %                                                                | 2 Monate, Amtseintragung                                                   | 25 %                                                               |
| MV                                                                 | ca. 7,5 %                                                          | 5 Monate, freie Sammlung                                                   | 25 %                                                               |
| NI                                                                 | 10 %                                                               | min. 6 Monate, freie Sammlung                                              | 25 %                                                               |
| NW                                                                 | 8 %                                                                | 1 Jahr, freie Sammlung zzgl. Amtseintragung in den ersten 18 Wochen        | 15 %                                                               |
| RP                                                                 | ca. 9,7 %                                                          | 2 Monate, freie Sammlung und Amtseintragung                                | 25 % Beteiligungsquorum                                            |
| SL                                                                 | 7 %                                                                | 3 Monate, Amtseintragung                                                   | 25 %                                                               |
| SN                                                                 | ca. 13,2 %                                                         | 8 Monate, freie Sammlung                                                   | –                                                                  |
| ST                                                                 | 9 %                                                                | 6 Monate, freie Sammlung                                                   | 25 %                                                               |
| SH                                                                 | ca. 3,6 %                                                          | 6 Monate, freie Sammlung und Amtseintragung                                | 15 %                                                               |
| TH                                                                 | 8 bzw. 10 %                                                        | 2 Monate Amtseintragung bzw. 4 Monate freie Sammlung                       | 25 %                                                               |

In den Verfassungen aller Bundesländer ist die Volksgesetzgebung verankert. Darunter versteht man diejenigen direktdemokratischen Verfahren, bei denen das Initiativrecht im Gesetzgebungsverfahren beim Volk liegt. In den meisten Ländern gibt es eine dreistufige Volksgesetzgebung. Bayern und das Saarland praktizieren dagegen ein zweistufiges Verfahren der Volksgesetzgebung.
Die Ausgestaltung der direktdemokratischen Verfahren differiert in den Bundesländern stärker als irgendein anderer Bereich der Länderregierungssysteme und ist dementsprechend unterschiedlich wirksam. Während sie beispielsweise in Bayern, Berlin und Hamburg vergleichsweise bürgerfreundlich ist und dadurch häufiger Volksentscheide stattfinden, sind in Hessen oder im Saarland die Hürden für Initiativen aus dem Volk durch umfängliche Themenausschlüsse über die Pflicht zur Amtseintragung oder kurze Sammlungsfristen bis zu nahezu unüberwindlichen Quoren so hoch, dass es noch nie zu Volksentscheiden gekommen ist. Eingeschränkt wird die Volksgesetzgebung in den Ländern durch Kompetenzübertragungen an den Bund und zunehmend an Institutionen der EU.
Die Volksinitiative ist die erste Stufe im dreistufigen Volksgesetzgebungsverfahren. Mit ihr hat das Volk die Möglichkeit, eine von ihm bestimmte Angelegenheit in der Form einer Unterschriftenaktion in die Beratung des Landtags einzubringen. Dieser muss den Vorschlag im Plenum behandeln, ist aber frei in seiner Entscheidung, ob er die Vorlage beschließt oder verwirft. Nimmt der Landtag die Initiative nicht an, kommt es zum Volksbegehren. Im zweistufigen Verfahren gibt es die Volksinitiative entweder gar nicht, oder sie gleicht lediglich einer unverbindlichen Massenpetition. Stattdessen genügt hier ein Antrag auf ein Volksbegehren, um ein solches in Gang zu setzen.
Die nächste Stufe ist das Volksbegehren. Gegenstand eines Volksbegehrens muss immer ein förmliches Gesetz sein, das in die Gesetzgebungskompetenz des Landes fällt und für das es keinen Themenausschluss gibt. Alle Länderverfassungen nehmen die sogenannte „Finanztrias“ von Haushaltsgesetzen, Abgaben und Besoldungen von der Volksgesetzgebung aus –, wovon in vielen Bundesländern auch mittelbar finanzwirksame Gesetze betroffen sind. Unterschiedlich geregelt ist auch, ob es beim Volksbegehren eine Entschädigung für die aufgewendeten Kosten der Initiatoren analog der Wahlkampfkostenerstattung gibt.
Lehnt der Landtag ein erfolgreiches Begehren ab, so kommt es zum Volksentscheid, in dem verbindlich abgestimmt wird. In der Praxis sind dabei die geforderten Zustimmungs- oder Beteiligungsquoren die größte Hürde für die Initiatoren. 6 der 24 Volksentscheide (bis Juli 2018) sind „unecht gescheitert“, das heißt, dass sie trotz zum Teil überwältigender Zustimmung am geforderten Quorum scheiterten. Während diejenigen Volksentscheide, die gemeinsam mit Bundes- oder Landtagswahlen stattfinden, im Schnitt eine Abstimmungsbeteiligung von 61,8 Prozent hatten, lag diese bei denjenigen ohne eine solche Kopplung bei nur 34,1 Prozent der Abstimmungsberechtigten. Wiederholt versuchten Landesregierungen, Volksentscheide zu behindern, indem sie diesen Umstand ausnutzten. So setzte die Hamburger CDU nach zwei empfindlichen Niederlagen in Volksentscheiden 2004 durch, dass Volksentscheide nicht mehr mit Wahlen zusammen stattfinden müssen. Das Hamburger Verfassungsgericht hob diese Änderung jedoch wieder auf, so dass Hamburg weiterhin das einzige Land ist, in dem eine Kopplung von Abstimmungen an Wahlen ausdrücklich vorgesehen ist. Der Berliner Senat legte den Termin für den Volksentscheid über die Rekommunalisierung der Berliner Energieversorgung auf den 3. November 2013, obwohl eine Zusammenlegung mit der Bundestagswahl am 22. September 2013 möglich gewesen wäre und der zusätzliche Termin Kosten in Höhe von 1,4 Millionen Euro verursachte. Der Volksentscheid scheiterte bei einer Zustimmung von 83,0 Prozent knapp am geforderten Quorum.

#### Obligatorische Referenden und Referenden des Parlaments/der Regierung

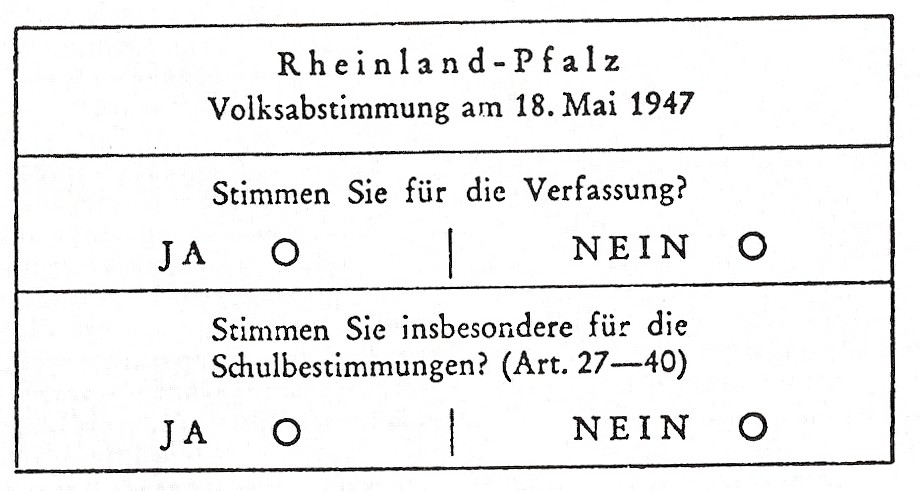
Stimmzettel zum Verfassungsreferendum in Rheinland-Pfalz am 18. Mai 1947

Ein obligatorisches Referendum gibt es nur in Bayern und Hessen zu allen Verfassungsfragen. Hier müssen alle vom Parlament beschlossenen Verfassungsänderungen in Volksabstimmungen bestätigt werden, zuletzt geschehen im Oktober 2018 in Hessen zu 15 Verfassungsänderungen.
In Baden-Württemberg, Bremen und Sachsen kann das Parlament, in Nordrhein-Westfalen das Parlament oder die Regierung ein Referendum ansetzen, wenn ein verfassungsänderndes Gesetz im parlamentarischen Verfahren scheitert.
Baden-Württemberg, Hamburg und Rheinland-Pfalz kennen Sonderfälle von Referenden, mit dem einfache Gesetze dem Volk vorgelegt werden können. In Baden-Württemberg kann dies durch gemeinsames Handeln einer Parlamentsminderheit (ein Drittel) und der Landesregierung erfolgen. In Hamburg können zwei Drittel des Parlaments und die Regierung gemeinsam eine Volksabstimmung ansetzen. Rheinland-Pfalz kennt eine Kombination aus Parlamentsminderheit (einem Drittel) und den Unterschriften von 5 Prozent der Wahlberechtigten.
Ein Korrektur-Volksbegehren, analog dem fakultativen Referendum in der Schweiz, mit dem ein bereits beschlossenes Gesetz auf Antrag des Volkes einer nochmaligen Entscheidung unterworfen werden kann, gibt es für bestimmte politische Gegenstände in Hamburg und Bremen.
Die Neugliederung des Bundesgebietes ist neben einer Volksabstimmung über eine neue Verfassung der einzige Fall von Volksabstimmungen, der im Grundgesetz geregelt ist. Die dafür nötigen obligatorischen Referenden finden jedoch nur in den betroffenen Gebieten statt.

#### Parlamentsauflösung und Volksklage
Die Länderverfassungen von Baden-Württemberg, Bayern, Berlin, Brandenburg, Bremen, Nordrhein-Westfalen und Rheinland-Pfalz sehen die Möglichkeit der plebiszitären Parlamentsauflösung vor. Die Quoren für ein erfolgreiches Volksbegehren liegen bei einem Antrag zur Auflösung des Landtags höher als bei Gesetzesinitiativen. In der Geschichte der Bundesrepublik erlangte bislang nur einmal, nämlich im Jahr 1971 in Baden-Württemberg, ein Volksbegehren mit dem Ziel einer Parlamentsauflösung die notwendige Unterstützung. Die Volksabstimmung über das Begehren wurde am 19. September 1971 abgehalten und verfehlte das 50 %-Zustimmungsquorum mit nur 8,56 % sehr deutlich.
Nur in Hessen gibt es das Instrument der Volksklage. Durch diese kann die Überprüfung eines Gesetzes oder einer Rechtsverordnung auf ihre Verfassungsmäßigkeit beantragt werden. Dafür muss ein Prozent der Stimmberechtigten den Antrag unterstützen. 2007 wurde die Überprüfung des Gesetzes zur Einführung von Studiengebühren durch eine Volksklage verlangt. Eine solche abstrakte Normenkontrollklage ist sonst Verfassungsorganen vorbehalten.

#### Rechtsprechung zur Volksgesetzgebung
Der Bayerische Verfassungsgerichtshof führte 1997 erstmals eine Normenkontrolle bei einem Volksgesetz durch, als er das durch einen Volksentscheid zustande gekommene Gesetz zur Einführung des kommunalen Bürgerentscheids von 1995 prüfte. Er erklärte eine Vorschrift für verfassungswidrig und nichtig, zwei weitere Bestimmungen zumindest in ihrer Kombination für nicht mit der Verfassung vereinbar. 1999 entschied der Senat des Bayerischen Verfassungsgerichtshofs, dass aus der Verfassung ein Gebot eines Quorums von 25 Prozent folge. Damit änderte er eine seit 1949 praktizierte Rechtsprechung, der Gesetzgeber dürfe nach der Verfassung kein Quorum aufstellen. Im Jahr 2000 entschied er, der Inhalt des Volksbegehrens „Faire Volksentscheide im Land“ widerspreche dem demokratischen Grundgedanken der Verfassung. Die immer restriktivere Rechtsprechung des bayerischen Verfassungsgerichtshofs sorgte für große Resonanz und kritische Bewertungen in der rechtswissenschaftlichen Literatur.
Eine wichtige rechtliche Grundsatzfrage ist die, ob Volksentscheide auch Fragen entscheiden dürfen, die das Budgetrecht berühren, oder ob dies ein Privileg der Parlamente sei. Eine einhellige Linie der Rechtsprechung der Verfassungsgerichtshöfe von Bremen, Schleswig-Holstein und Brandenburg untersagt solche direktdemokratischen Projekte, die den Landeshaushalt wesentlich beeinflussen. Das Bundesverfassungsgericht stellte in einem Fall fest, dass ein Volksentscheid zurückgewiesen werden müsse, da 0,7 Prozent des Haushalts betroffen waren.

### Direkte Demokratie auf kommunaler Ebene
| Hürden bei Bürgerbegehren und Bürgerentscheid | Hürden bei Bürgerbegehren und Bürgerentscheid | Hürden bei Bürgerbegehren und Bürgerentscheid |
| Land                                          | Bürgerbegehren (Unterschriftenhürde)          | Bürgerentscheid (Zustimmungsquorum)           |
| --------------------------------------------- | --------------------------------------------- | --------------------------------------------- |
| BW                                            | 4,5–7 %                                       | 20 %                                          |
| BY                                            | 3–10 %                                        | 10–20 %                                       |
| BE (Bezirke)                                  | 3 %                                           | 10 %                                          |
| BB                                            | 10 %                                          | 25 %                                          |
| HB (Stadt Bremen)                             | 5 %                                           | 20 %                                          |
| HH (Bezirke)                                  | 2–3 %                                         | kein Quorum                                   |
| HE                                            | 3–10 %                                        | 15–25 %                                       |
| MV                                            | 2,5–10 %                                      | 25 %                                          |
| NI                                            | 5–10 %                                        | 20 %                                          |
| NW                                            | 3–10 %                                        | 10–20 %                                       |
| RP                                            | 5–9 %                                         | 15 %                                          |
| SL                                            | 5–15 %                                        | 30 %                                          |
| SN                                            | 5–10 %                                        | 25 %                                          |
| ST                                            | 4,5–10 %                                      | 20 %                                          |
| SH                                            | 4–10 %                                        | 8–20 %                                        |
| TH                                            | 4,5–7 %                                       | 10–20 %                                       |

In allen Bundesländern kann auf kommunaler Ebene mit dem Instrument des Bürgerbegehrens ein Anliegen vor den Gemeinderat gebracht werden. Übernimmt dieser das Begehren nicht, können die Wahlberechtigten in einem Bürgerentscheid direkt über den Antrag abstimmen. Auch der Gemeinderat kann durch ein Ratsbegehren einen Bürgerentscheid herbeiführen.
Bürgerbegehren und Bürgerentscheid sind in der Kommunalpolitik in manchen Bundesländern die Ausnahme, da etliche Sachgebiete als Gegenstand des Entscheids ausgeschlossen sind und weil das verlangte Quorum häufig schwer zu erreichen ist. Wie hoch die Hürden für einen Bürgerentscheid sind, variiert zwischen den einzelnen Ländern stark, wobei die einschlägigen Regelungen hierzu vom jeweiligen Landesparlament festgelegt werden. So gab es in Bayern bis 2017 1.786 Bürgerentscheide, im Saarland dagegen noch gar keinen. Insgesamt gab es zwischen 1956 und 2017 6.261 Bürgerbegehren und 1.242 von den Gemeinderäten initiierte Ratsreferenden. Mehr als die Hälfte der direktdemokratischen Verfahren auf kommunaler Ebene fand zwischen 2003 und 2017 statt, etwa 300 pro Jahr in den letzten Jahren. Die Abstimmungsbeteiligung bei Bürgerentscheiden betrug durchschnittlich 50,2 Prozent. Dabei sank die Beteiligung mit zunehmender Einwohnerzahl, was das Erreichen des jeweils nötigen Zustimmungsquorums in Großstädten schwierig macht.
Der Einwohner- oder Bürgerantrag liegt im Grenzbereich zwischen Massenpetition und plebiszitärer Beteiligung. Mit ihm können Vorlagen in die kommunale Vertretung eingebracht werden, eine unmittelbare Beschlusswirkung geht von ihm jedoch nicht aus. Noch weniger gehören andere Partizipationsmöglichkeiten wie Bürgerversammlungen, Fragestunden oder informelle runde Tische dem Bereich der direkten Demokratie an, da sie nicht auf verbindliche Entscheidungen abzielen. Die Handlungskompetenz der Beschlussorgane bleibt unberührt.
Parallel zur Durchsetzung direktdemokratischer Verfahren auf kommunaler Ebene hat sich in Deutschland seit den frühen 1990er Jahren die Direktwahl von Bürgermeistern und Landräten durchgesetzt. Ob es sich bei der Direktwahl um direktdemokratische Verfahren handelt, ist umstritten und wird überwiegend verneint, da Personalentscheidungen keinen Eingriff des Wahlvolkes in konkrete politische Sachfragen, sondern nur Eingriffe in das Repräsentativsystem darstellen. Anders werden zum Teil Abwahlen bewertet, da die Beteiligungsrechte hier über das normale Maß der Mitwirkungsmöglichkeiten in der repräsentativen Demokratie hinausgehen. Für Abberufungen direkt gewählter Bürgermeister liegen die Hürden wesentlich höher als für Bürgerentscheide. Ein spektakuläres Beispiel war der Bürgerentscheid über die Abwahl des Oberbürgermeisters der Stadt Duisburg im Februar 2012.

### Andere direktdemokratische Bereiche

#### Ansätze von Bürgerbeteiligung auf europäischer Ebene
Mit dem Vertrag von Lissabon wurde die Europäische Bürgerinitiative beschlossen, mit der Unionsbürger bewirken können, dass sich die Europäische Kommission mit einem bestimmten Thema befasst. Hierfür müssen in zwölf Monaten insgesamt eine Million gültige Unterstützungsbekundungen in einem Viertel aller EU-Mitgliedstaaten gesammelt werden. Erleichtert wird die Europäische Bürgerinitiative durch die Möglichkeit der Online-Sammlung der Unterschriften. Von ihr kann seit dem 1. April 2012 Gebrauch gemacht werden.
Da die Kommission unabhängig von einer Europäischen Bürgerinitiative in ihrer Entscheidung frei ist, ist diese nur ein schwach direktdemokratisches Verfahren, das weitgehend einer Massenpetition gleicht. Verbindliche Abstimmungen, also einen europaweiten Volksentscheid, gibt es nicht. Ebenso gibt es kein Instrument, das ein Thema auf die Agenda des Europäischen Parlaments setzen kann.

#### Urabstimmungen in Parteien und Gewerkschaften
Direktdemokratische Verfahren spielen auch innerhalb nichtstaatlicher Organisationen eine Rolle.
Die Streikrichtlinien des Deutschen Gewerkschaftsbundes (DGB) sehen vor einem Streik eine Urabstimmung der vom Arbeitskampf betroffenen Gewerkschaftsmitglieder vor. Nach der Satzung der meisten Gewerkschaften in Deutschland müssen einem Streik mindestens 75 Prozent aller betroffenen stimmberechtigten Mitglieder in geheimer Wahl zustimmen.

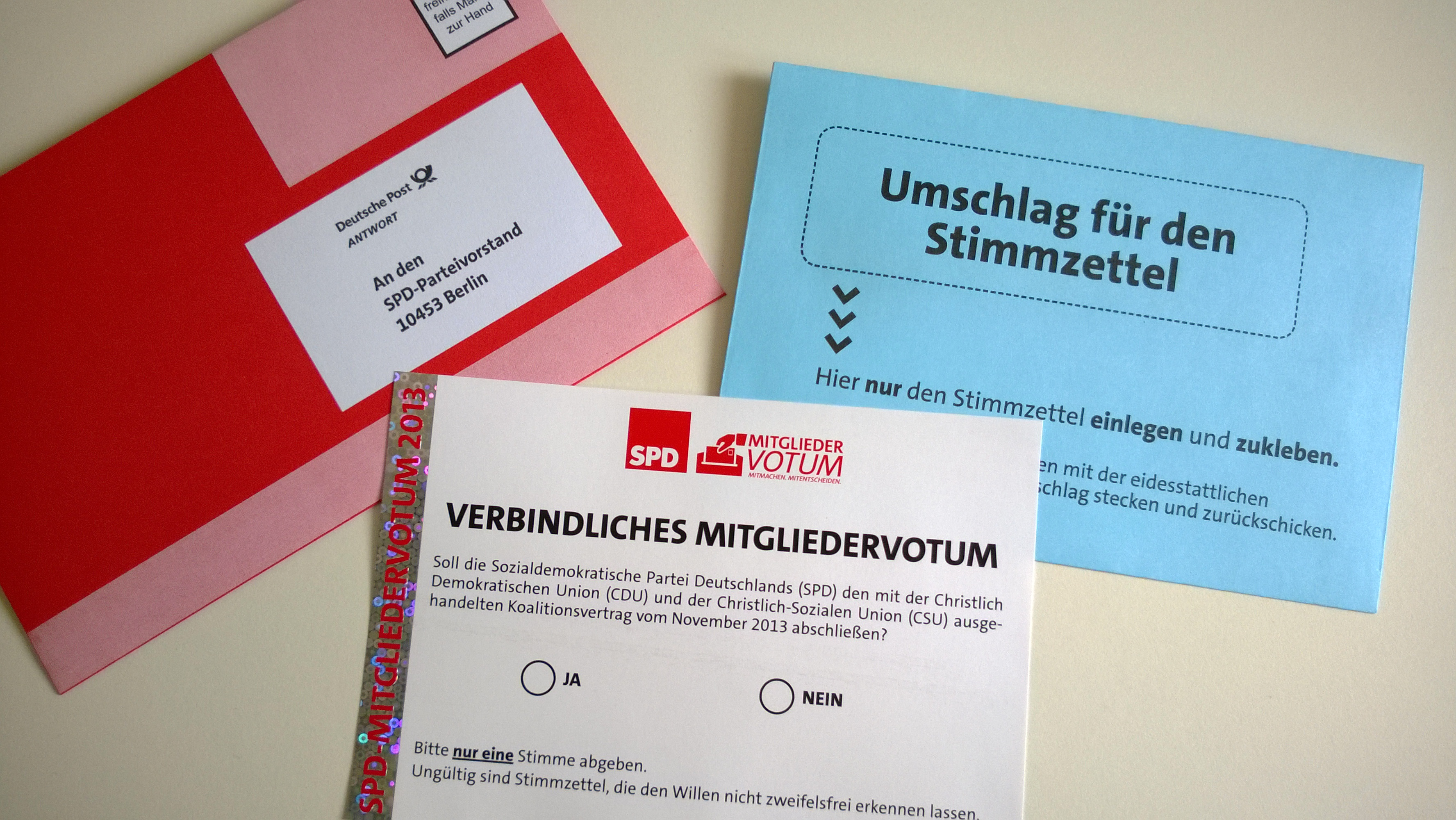
Abstimmungsunterlagen für das Mitgliedervotum der SPD zum Koalitionsvertrag 2013

In jüngerer Zeit experimentieren besonders die politischen Parteien verstärkt mit Mitgliederentscheiden, um die innerparteiliche Demokratie zu stärken. Eine Vorreiterrolle nahmen Die Grünen ein, für die die Basisdemokratie ein bestimmender Orientierungspunkt war und die bei ihrer Gründung 1980 Mitgliederentscheide in Sachfragen und Fragen der Programmatik in ihre Satzung aufnahmen. In der Berliner Alternativen Liste gab es bis in die frühen 1990er Jahre hinein kein Delegiertensystem, sondern Entscheidungen wurden generell auf Vollversammlungen getroffen. Der hessische Landesverband entschied noch 2013 auf einer Landesvollversammlung über die Annahme des Koalitionsvertrages mit der CDU. Im Vorfeld der Bundestagswahl 2013 stimmten die Parteimitglieder von Bündnis 90/Die Grünen in einem Mitgliederentscheid über die Themen ab, denen im Wahlkampf und in möglichen Koalitionsverhandlungen Priorität eingeräumt werden sollte. 2000 gab es bei den Grünen in Baden-Württemberg einen ersten virtuellen Parteitag ohne Delegierte.
Die SPD führte 1993 die Mitgliederbefragung ein, deren Ergebnis bindend ist. Zehn Prozent der Parteimitglieder können einen Mitgliederentscheid fordern. Ein entsprechender Versuch, eine Urabstimmung gegen die Agenda 2010 und damit gegen den damals amtierenden SPD-Parteivorsitzenden und Bundeskanzler Gerhard Schröder durchzuführen, scheiterte. Der spektakulärste Fall einer direktdemokratischen Beteiligung der Parteimitglieder war das Mitgliedervotum der SPD zum Koalitionsvertrag 2013 im Dezember, das darüber entschied, ob Deutschland von einer Großen Koalition regiert werden würde. Die Wahlbeteiligung betrug etwa 78 Prozent.
Bei der FDP führte der Bundesvorstand 1995 und 1997 zwei Urabstimmungen zum Großen Lauschangriff sowie zur allgemeinen Wehrpflicht durch. 2011 gab es in der Partei den ersten von der Basis erzwungenen Mitgliederentscheid. Die sogenannten Euro-Skeptiker wollten gegen die Parteiführung durchsetzen, dass die Partei die Einrichtung eines permanenten Euro-Rettungsschirms verhindert. Sie scheiterten jedoch am Quorum von 33,3 Prozent der Parteimitglieder. Im Gegensatz zu anderen Parteien, bei denen Personalfragen insgesamt häufiger per Urwahl entschieden werden, kennt die FDP nur Mitgliederentscheide über Sachfragen.
Das CDU-Statut erlaubt ebenfalls eine Mitgliederbefragung in Personal- und Sachfragen, die jedoch nur von der Parteiführung initiiert werden kann. In der Satzung der CSU ist sie seit 2010 verankert.
Die Piratenpartei beschritt mit der Software LiquidFeedback neue Wege. 

## Debatte um die Einführung von Volksabstimmungen auf Bundesebene

### Demokratietheoretische Überlegungen, Interpretationen der „Weimarer Erfahrungen“ und empirische Demokratieforschung
Theodor Heuss, der spätere Bundespräsident, erhielt in der Beratung des Parlamentarischen Rates und lange darüber hinaus viel Beifall für die These, Volksentscheide seien eine „Prämie für jeden Demagogen“. Speziell dem deutschen Volk fehle die demokratische Reife. Diese Argumentation verselbständigte sich in der Bonner Republik zu einer Gesellschaftskritik, die ein Negativbild der direkten Demokratie prägte: Das Volk sei als Masse leicht verführbar, ihm gehe grundsätzlich die Kompetenz ab, komplexe Entscheidungen zu überblicken, es sei weniger dem Gemeinwohl als den eigenen Interessen verpflichtet und neige zu Stimmungsschwankungen. Direktdemokratische Verfahren seien kompromissfeindlich, das Mehrheitsprinzip könne bei Volksentscheiden minderheitenfeindliche Gesetze zur Folge haben. Gegner von Volksentscheiden auf Bundesebene gehen davon aus, dass sich das repräsentative System der Bundesrepublik bewährt habe und Änderungen vor allem eine Gefahr für die parlamentarische Demokratie sowie für den Föderalismus darstellen. Besonders einflussreich war der Jurist und Politologe Ernst Fraenkel, der in der Volksgesetzgebung eine grundsätzliche Gefährdung des Parteienstaates sah.
Diese Haltung wird häufig mit den „Weimarer Erfahrungen“ begründet. Die These von der Erosion der Demokratie in der Weimarer Republik durch die Volksbegehren wurde nach 1945 zu einem Gemeinplatz mit erheblicher wirkungsgeschichtlicher Relevanz. Die Nachkriegsära sei geradezu von einer „Plebisphobie“ geprägt gewesen. Ernst Fraenkel formulierte 1964: „In ihrer Geburtsstunde hatte sich die Weimarer Republik zu einem plebiszitären Typ der Demokratie bekannt; in ihrer Todesstunde erhielt sie die Quittung.“
Die neuere zeithistorische Forschung hat diese These überwiegend zurückgewiesen. Problematisch sei die konkrete Ausgestaltung der direktdemokratischen Verfahren gewesen. Insbesondere das hohe Beteiligungsquorum habe es für die Gegner eines Volksentscheids leicht gemacht, diesen durch Boykott des demokratischen Prozesses zu Fall zu bringen, anstatt um eine Mehrheit bei der Abstimmung zu ringen. Die ohnehin schon schwache Verankerung der Demokratie in der Gesellschaft sei somit noch bestärkt worden. Die bemerkenswert wenigen und zudem erfolglosen Volksbegehren und Volksentscheide seien in der Praxis Nebenschauplätze der politischen Auseinandersetzung geblieben. Die repräsentative Demokratie habe, vor allem bei den Reichstagswahlen, den Extremisten insgesamt größere Agitations- und Mobilisierungsmöglichkeiten geboten.
Heute betont die empirische Demokratieforschung eher die strukturkonservierende und integrierende Funktion der Direktdemokratie, statt wie früher rundweg von einer destabilisierenden Wirkung auszugehen. Allerdings gelte dies so nur für funktionierende Demokratien. So wird die außergewöhnliche Stabilität des politischen Systems Bayerns häufig mit der lebendigen direkten Demokratie in Bayern in Zusammenhang gebracht, durch die die jahrzehntelange Dominanz der CSU bei Bedarf korrigiert werden könne. Der gleiche Befund wird mit Blick auf die direkte Demokratie in der Schweiz diagnostiziert, die zu einer stabilen Politik sowie zur Beibehaltung der föderalen Strukturen beigetragen habe und wo in der Summe nicht mehr „Fehlentscheidungen“ getroffen würden als in reinen Repräsentativsystemen.
Eine positive Haltung zu direktdemokratischen Verfahren resultiert häufig aus der Diagnose einer in Deutschland weit verbreiteten und seit langem wachsenden Politik- und vor allem Parteienverdrossenheit, die sich von einer Außenseiterposition seit den frühen 1990er Jahren zum Allgemeingut entwickelt habe. Das Repräsentativsystem sei in einer Krise, die demokratische Kontrolle der politischen Klasse funktioniere nicht mehr, parlamentarischen Entscheidungen mangele es an Legitimität, die politische Elite handele selbstbezogen, so dass es zu Reformblockaden komme. Als einer der Hauptgründe wird angeführt, dass auf Bundesebene über die Bundestagswahl alle vier Jahre hinaus keine Teilhabe des Wahlvolkes an politischen Entscheidungen vorgesehen ist. Das Fehlen bundesweiter Volksentscheide und Referenden wird deshalb teilweise als Demokratiedefizit oder Partizipationsdefizit bewertet.

### Die Frage der Systemverträglichkeit
Alle Befürworter direktdemokratischer Elemente auf Bundesebene zielen auf eine Ergänzung der repräsentativen Demokratie durch direktdemokratische Verfahren ab. Diskutiert wird dabei oft, aber nicht ausschließlich, die Übernahme der dreistufigen Volksgesetzgebung, wie sie in den Bundesländern existiert. Die deutliche Präferenz für die Volksgesetzgebung ist keine deutsche Besonderheit, denn in Europa gestehen die Schweiz, Liechtenstein, Litauen, Lettland, Kroatien, Bulgarien, die Slowakei und Ungarn dem Volk ein Initiativrecht im Gesetzgebungsverfahren zu. Auch diskutiert werden Verfahren nach dem Vorbild des Schweizer fakultativen Referendums sowie obligatorische Verfassungsreferenden. Wenngleich keine direktdemokratischen Verfahren im engeren Sinne, werden auch Referenden „von oben“, mit denen der Bundestag ein Gesetz zum Volksentscheid vorschlagen kann sowie unverbindliche Volksbefragungen diskutiert.
Aus verfassungsrechtlicher Sicht wird von manchen Autoren ein Problem im Bundesstaatsprinzip gesehen, das eine Beteiligung der Länder an der Gesetzgebung vorschreibt. Die sogenannte „Ewigkeitsklausel“ des Art. 79 Abs. 3 schützt dieses in Art. 20 Abs. 1 niedergelegte Grundelement der staatlichen Ordnung vor Änderungen des Verfassungsgesetzgebers. Ein Zustimmungsrecht des Bundesrates wäre mit einem Volksentscheid nicht vereinbar, die meisten Staatsrechtler vertreten heute jedoch die Ansicht, dass das Grundgesetz lediglich eine grundsätzliche Mitwirkung der Länder bei der Gesetzgebung verlange, ohne Aussagen darüber zu treffen, wie diese auszugestalten sei. Eine Lösung könnte die Übernahme des Schweizer Modells sein, das zusätzlich zur absoluten Mehrheit der Abstimmenden (sogenanntes „Volksmehr“) die Annahme der Gesetzesinitiative in der Mehrheit der Kantone (sogenanntes „Ständemehr“) fordert. Die Mehrheit des Landesvolkes entspräche dann der Abgabe der Bundesratsstimmen des jeweiligen Landes. Andere Überlegungen sehen eine Mitwirkung des Bundesrates bei der Annahme oder Ablehnung von Volksbegehren oder bei der Erstellung einer Konkurrenzvorlage des Bundestages vor. Teilweise wird bezweifelt, dass solche Vorschläge das inhaltliche Mitgestaltungsrecht der Länder hinreichend berücksichtigen. Andererseits gibt es Stimmen, die darauf hinweisen, dass eine grundsätzliche Mitwirkung der Länder Ausnahmen zulässt. Sofern Volksentscheide eine seltene Ausnahme bleiben, wäre es nach dieser Lesart zulässig, allein auf das Abstimmungsergebnis im Bund abzustellen. Bei fakultativen Verfassungsreferenden, Referenden, die vom Parlament eingeleitet werden und fakultativen Referenden entfiele diese Problematik völlig, da der Bundesrat schon im Vorfeld in das Gesetzgebungsverfahren eingebunden wäre.
In der Bundesrepublik geht zudem das konstitutionelle Prinzip mit letztverbindlichen Entscheidungen des Bundesverfassungsgerichts besonders weit. Um systemverträglich zu sein, müssten auch durch Volksentscheid entstandene Gesetze dem Primat des Grundgesetzes unterliegen. Diskutiert wird deshalb eine Vorabprüfung der Gesetzesentwürfe durch das Bundesverfassungsgericht.
Problematisch kann die konkurrierende Gesetzgebung von Volksentscheid und Parlamentsbeschluss sein. Für Aufsehen sorgte 1999 der schleswig-holsteinische Landtag, als er einen ablehnenden Volksentscheid zur Reform der deutschen Rechtschreibung nach knapp einem Jahr rückgängig machte. Auf kommunaler Ebene wird dieses Problem dadurch gelöst, dass bestimmte Fristen festgelegt sind, in denen Bürgerentscheide durch den Gemeinderat nicht geändert werden können.

### Die Debatte auf parteipolitischer Ebene
Die Politik der Bundesrepublik wurde drei Jahrzehnte lang von einem Dreiparteiensystem aus CDU/CSU, SPD und FDP dominiert, für die eine Einführung bundesweiter Volksentscheide, ja selbst die Diskussion darüber geradezu als Tabu galt. An dieser Haltung änderte auch die unter dem Motto „Mehr Demokratie wagen!“ angetretene sozialliberale Koalition unter Willy Brandt nichts. Auch Vertreter der Neuen Linken in der außerparlamentarischen Opposition setzten nicht auf Volksabstimmungen, da diese auch konservativen Kräften dienen könnten.
Erst in den 1980er Jahren setzte eine breitere Diskussion über die Vereinbarkeit des Grundgesetzes mit direktdemokratischen Verfahren ein. Seit der deutschen Wiedervereinigung hat die Debatte an Dynamik gewonnen und zu einem deutlichen Meinungswandel geführt. Heute befürworten alle etablierten Parteien außer der CDU die Aufnahme direktdemokratischer Verfahren in das politische System Deutschlands auf Bundesebene. Auffallend ist der Widerspruch zwischen dem vor allem durch die vergleichende Politikwissenschaft und die Abstimmungsforschung gewonnenen empirischen Befund, dass Volksentscheide überwiegend konservativ, bremsend und teilweise minderheitenfeindlich wirken, und der Tatsache, dass vor allem linke und linksliberale Politiker die direkte Demokratie befürworten.
Vorreiter waren die 1980 gegründeten Grünen, die direktdemokratische Verfahren nach ihrem Einzug in den Bundestag 1983 erstmals wieder im Parlament thematisierten. Eine Gruppierung der Grünen gründete 1983 eine „Aktion Volksentscheid“, deren Forderungen 1985 in das Wahlprogramm der Grünen für die Bundestagswahl 1987 übernommen wurden. Mit Gerald Häfner zog einer der Mitbegründer 1987 in den Bundestag ein. Häfner gründete später auch den Verein Mehr Demokratie mit, wurde dessen Vorstandssprecher und eine treibende Kraft in seiner Fraktion beim Thema direkte Demokratie. 2020 stimmten die Parteimitglieder gegen Volksabstimmungen auf Bundesebene; im aktuellen Grundsatzprogramm ist ein Bekenntnis hierzu nicht mehr zu finden.
Nachdem die Grünen das Thema in den Bundestag eingebracht hatten, erklärte sich die SPD trotz verfassungsrechtlicher Bedenken zu einer Grundsatzdiskussion über die Einführung direktdemokratischer Elemente in das Grundgesetz bereit. Seit 1986 plädierte auch die SPD, zunächst noch vorsichtig, für Volksbegehren und Volksentscheide auf Bundesebene und nahm die Forderung schließlich 1989 in ihr Berliner Programm auf. Auf dem Weg dorthin kam es innerhalb der Partei zu teilweise heftigen Kontroversen.
Die Linke brachte 2010 und 2014 eigene Gesetzentwürfe über eine Volksgesetzgebung in den Bundestag ein sowie 2012 einen über Referenden bei Änderungen der europäischen Verträge. Die PDS hatte 1999 sowie 2006 Gesetzesvorschläge zur Volksgesetzgebung auf Bundesebene eingebracht.
Auch die FDP sprach sich seit den 1980er Jahren grundsätzlich für eine Stärkung der Beteiligungsrechte der Bürger aus. In der schwarz-gelben Koalition stimmte sie aber mit dem Koalitionspartner gegen alle entsprechenden Gesetzesanträge der Oppositionsparteien. In der Opposition brachte die FDP dagegen 2003 und 2006 eigene Anträge zu einem Referendum über die EU-Verfassung und zur Volksgesetzgebung ein.
Alle Gesetzesinitiativen scheiterten bisher an der kategorischen Ablehnung der CDU, ohne die eine verfassungsändernde Zweidrittelmehrheit bisher nie möglich war. Innerhalb der CDU gibt es nur wenige Stimmen, die direktdemokratischen Verfahren auf Bundesebene positiv gegenüberstehen. Der saarländische Landesverband beschloss jedoch im Mai 2003 unter Führung des späteren Bundesverfassungsrichters Peter Müller, die Forderung nach einer dreistufigen Volksgesetzgebung auf Bundesebene in ihr Programm aufzunehmen. Die CSU hat sich in Bayern mit der Volksgesetzgebung arrangiert und tritt für Volksentscheide auf Bundesebene über europapolitische Grundsatzfragen ein. Während der Koalitionsverhandlungen zwischen Union und SPD nach der Bundestagswahl 2013 formulierten Bundesinnenminister Hans-Peter Friedrich (CSU) und der parlamentarische Geschäftsführer der SPD, Thomas Oppermann, einen weitreichenden Vorschlag für bundesweite Volksentscheide. Der Vorschlag scheiterte an dem Veto der CDU.
Unter den kleineren Parteien hat besonders die Ökologisch-Demokratische Partei (ÖDP) Volksentscheide vorangetrieben. Dabei spielt eine Rolle, dass die ÖDP ihre Hochburgen in Bayern hat, wo die direkte Demokratie im politischen System fester verankert ist als in anderen Bundesländern. Die ÖDP nutzt direktdemokratische Verfahren als Instrumente der außerparlamentarischen Opposition. So initiierte sie beispielsweise in den Jahren 1996 und 1997 das Volksbegehren „Schlanker Staat ohne Senat“, das 1998 die Auflösung des bayerischen Senats zum Jahreswechsel 1999/2000 bewirkte, und 2010 das erfolgreiche Volksbegehren „Für echten Nichtraucherschutz!“. Einige Klein- und Splitterparteien haben die Einführung direktdemokratischer Elemente zu einem ihrer zentralen Themen gemacht. Dazu zählen die Sarazzistische Partei – für Volksentscheide, die Unabhängigen … für bürgernahe Demokratie, die Aktive Demokratie direkt, die Partei der Vernunft, die rechtspopulistische Partei Die Freiheit, die nationalkonservative Partei Ab jetzt … Demokratie durch Volksabstimmung oder die Wählervereinigung Für Volksentscheide.

### Entwicklungen in der Politik- und der Rechtswissenschaft
Herrschende Meinung in der Rechtswissenschaft war bis in die 1980er Jahre, dass das Grundgesetz direktdemokratische Elemente auf Bundesebene über den Anwendungsbereich von Art. 29, Art. 118 und Art. 146 hinaus verbiete und diese prinzipiell nicht mit dem Grundgesetz und dem Repräsentativsystem der Bundesrepublik vereinbar seien. Ein normativer Gehalt der Bestimmung des Grundgesetzes, dass das Volk die Staatsgewalt „in Wahlen und Abstimmungen“ ausübe, wurde verneint. So kommentierte der führende Staatsrechtler Theodor Maunz mit Blick auf die Verfassungswirklichkeit, die in Art. 20 GG „gewählten Worte [… entsprächen] mehr einer traditionellen Formulierung als der gegenwärtigen Verfassungslage“.
In der Politikwissenschaft und der politischen Philosophie setzte in den 1960er Jahren eine zunehmende Parteienkritik ein. Die direkte Demokratie geriet dabei allerdings nur langsam in den Blickpunkt. So stellte Karl Jaspers die Einführung direktdemokratischer Elemente in das Grundgesetz zwar zur Diskussion, blieb in dieser Frage aber reserviert.
Mit den Referaten von Thomas Oppermann und Hans Meyer auf der Deutschen Staatsrechtslehrerkonferenz von 1974 erhielt die Diskussion einen neuen Schub. Um die Defizite der Parteiendemokratie auszugleichen, schlugen sie ein Reformpaket vor, zu dem auch der Einbau der Volksgesetzgebung in das Grundgesetz gehörte. Doch auch weiterhin hatten nur wenige Staatsrechtler wie Christian Pestalozza ein positives Verhältnis zur direkten Demokratie.
Mit der Verfassungsdiskussion im Zuge der Wiedervereinigung und parallel zum tatsächlichen Bedeutungszuwachs der direkten Demokratie ist seit den frühen 1990er Jahren eine deutlich gesteigerte wissenschaftliche Publikationstätigkeit zu verzeichnen. Gleichzeitig vollzog sich unter den Staatsrechtlern und Politologen ein Sinneswandel. Bereits 1992 sprachen sich in der öffentlichen Anhörung der Gemeinsamen Verfassungskommission bis auf einen alle Sachverständigen zumindest für eine vorsichtige plebiszitäre Öffnung des Grundgesetzes aus.

### Die europäische Integration und die Debatte um bundesweite Volksentscheide
Die europäische Ebene trug in Deutschland deshalb zu einer verstärkten Aufmerksamkeit der Bevölkerung für bundesweite Volksentscheide bei, weil weitreichende Integrationsentscheidungen wie die Verträge von Maastricht, Nizza und Lissabon oder der Vertrag über eine Verfassung für Europa in mehreren Staaten Referenden auslösten. In Deutschland setzen sich besonders die CSU, die FDP, die Linke und die AfD für Referenden im Falle einer Abtretung wesentlicher Hoheitsrechte der Bundesrepublik Deutschland an die EU ein. Grundsätzlich wird diese Position von allen etablierten deutschen Parteien, außer der CDU, vertreten. Bis auf die CDU, die NPD und einige Kleinparteien forderten zudem die meisten zur Europawahl 2014 in Deutschland antretenden Parteien die Einführung EU-weiter gemeinsamer Bürgerentscheide.
Für die Osterweiterung der EU brachte im September 2000 der zuständige EU-Kommissar, Günter Verheugen, Referenden ins Gespräch. Deutschland dürfe nicht den Fehler wiederholen, den man beim Euro gemacht habe, den man „ja geradezu hinter dem Rücken der Bevölkerung eingeführt“ habe.
Obwohl die Europäische Bürgerinitiative lediglich zwischen einer Massenpetition und einer Volksinitiative steht, wurde sie von Verfechtern der direkten Demokratie als wichtiger Schritt in Richtung zu mehr Bürgerbeteiligung und zu einer Reduzierung des Demokratiedefizits der Europäischen Union begrüßt.

### Organisationen und Kampagnen für direkte Demokratie

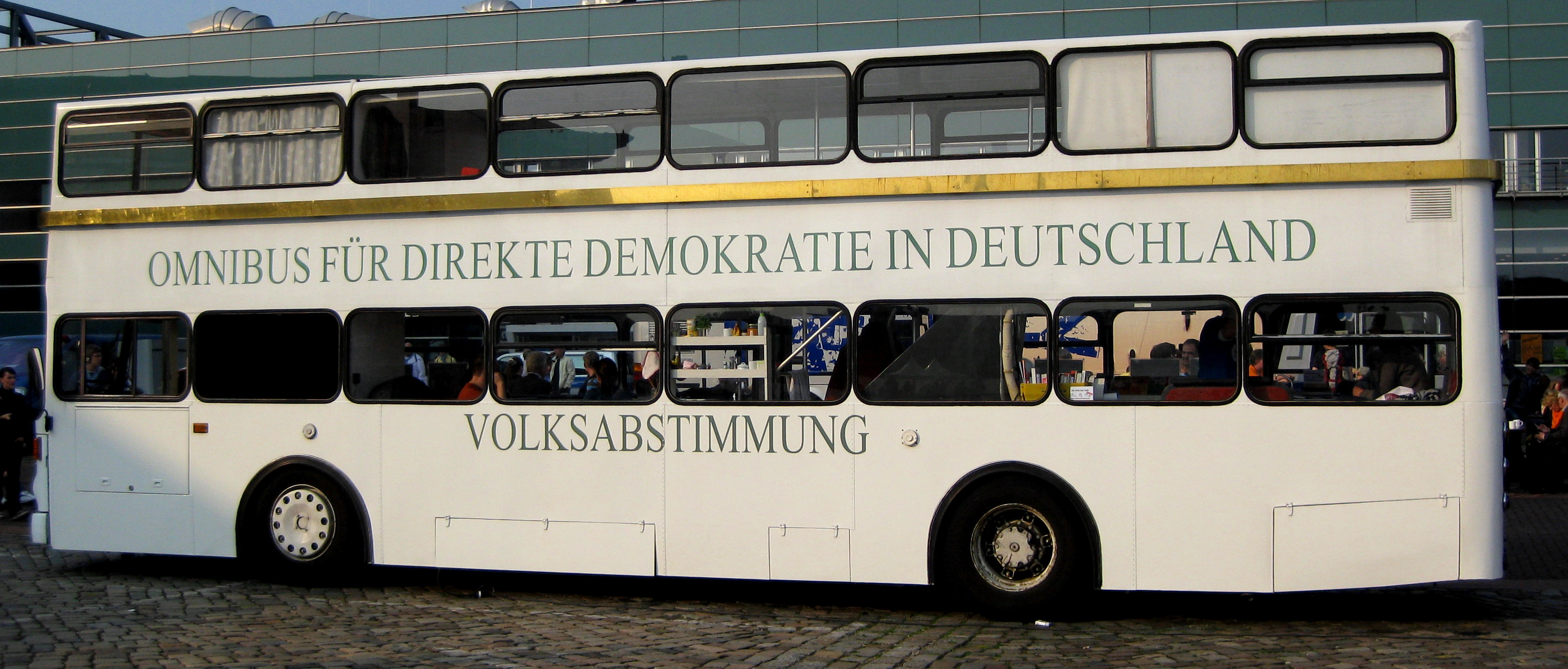
Der Omnibus für direkte Demokratie

Für die 1961 gegründete Bürgerrechtsorganisation Humanistische Union ist die Einführung von mehr direkter Demokratie eines ihrer wichtigsten Ziele. 1971 gründete Joseph Beuys die Organisation für direkte Demokratie durch Volksabstimmung. 1986 initiierten die Grünen-Politiker Lukas Beckmann und Gerald Häfner die Aktion „Volksabstimmung gegen Atomanlagen“, die mehr als 580.000 Menschen unterschrieben. Seit 1987 fährt der Omnibus für direkte Demokratie durch die Bundesrepublik, um die Debatte um bundesweite Volksabstimmungen nach dem Vorbild der Schweiz zu befördern.
1988 wurde der Interessenverein Mehr Demokratie e. V. gegründet. Von ihm gehen heute fast alle direktdemokratischen Initiativen und Kampagnen sowie die meisten Volksbegehren auf Länderebene aus, die plebiszitäre Instrumente stärken sollen. Der Verein sammelte 1,1 Millionen Unterschriften für bundesweite Volksabstimmungen und übergab sie 1993 an die Gemeinsame Verfassungskommission. Während des Wahlkampfes zur Bundestagswahl 2013 sammelte der Verein mehr als 100.000 Unterschriften für die Einführung des bundesweiten Volksentscheids.
Im Juni und Oktober 1990 veranstaltete die Stiftung Mitarbeit in der Evangelischen Akademie Hofgeismar ein Fachgespräch zur direkten Demokratie. Dabei entstand der „Hofgeismarer Entwurf“, in dem die Ergebnisse der Debatte der 1980er Jahre gebündelt wurden und der maßgebliche Bedeutung für die Diskussion in den Ländern hatte und zur Grundlage für spätere Anträge im Bundestag wurde.
Nachdem der Verfassungsentwurf des Zentralen Runden Tisches in der DDR keine Rolle im Vereinigungsprozess gespielt hatte, gründeten ost- und westdeutsche Befürworter einer Verfassungsneuschöpfung im Juni 1990 das „Kuratorium für einen demokratisch verfassten Bund deutscher Länder“. Ihr im Juli 1991 in der Frankfurter Paulskirche vorgestellter Verfassungsentwurf enthielt ein dreistufiges Volksgesetzgebungsverfahren. Eine breite Öffentlichkeit konnte nicht für eine Debatte über eine Neukonstituierung der Bundesrepublik durch eine Volksabstimmung über eine neue Verfassung mobilisiert werden. Der Entwurf spielte aber eine Rolle in den Verfassungsausschüssen der Länder und in den Verhandlungen über eine Grundgesetzreform.
Die international ausgerichtete Nichtregierungsorganisation Democracy International mit Sitz in Köln hat es sich zum Ziel gesetzt, direkte Demokratie und Bürgerbeteiligung weltweit zu stärken.

### Umfrageergebnisse
Bereits in den 1970er Jahren sprach sich in Umfragen etwa die Hälfte der Befragten für die Möglichkeit bundesweiter Volksentscheide aus, seitdem hat die Zustimmung deutlich zugenommen. Diese Entwicklung ist mit einer sinkenden Zustimmung zu anderen Institutionen der politischen Willensbildung verbunden, insbesondere mit einer wachsenden Skepsis gegenüber den Parteien und dem „Parteienstaat“. In Ostdeutschland ging mit zunehmender allgemeiner Unzufriedenheit mit der parlamentarischen Demokratie allerdings auch der Wunsch nach direktdemokratischen Instrumenten bis 2000 zurück, danach stieg er jedoch wieder stark an.
| Umfragen: Volksabstimmungen auf Bundesebene? | Umfragen: Volksabstimmungen auf Bundesebene? | Umfragen: Volksabstimmungen auf Bundesebene? | Umfragen: Volksabstimmungen auf Bundesebene? | Umfragen: Volksabstimmungen auf Bundesebene? | Umfragen: Volksabstimmungen auf Bundesebene? | Umfragen: Volksabstimmungen auf Bundesebene? | Umfragen: Volksabstimmungen auf Bundesebene? | Umfragen: Volksabstimmungen auf Bundesebene? | Umfragen: Volksabstimmungen auf Bundesebene? | Umfragen: Volksabstimmungen auf Bundesebene? | Umfragen: Volksabstimmungen auf Bundesebene? | Umfragen: Volksabstimmungen auf Bundesebene? |
| Umfrage                                      | Umfrage                                      | Ergebnis                                     | Ergebnis                                     | Befürworter nach Parteienpräferenz           | Befürworter nach Parteienpräferenz           | Befürworter nach Parteienpräferenz           | Befürworter nach Parteienpräferenz           | Befürworter nach Parteienpräferenz           | Befürworter nach Parteienpräferenz           | Befürworter nach Parteienpräferenz           | Befürworter nach Parteienpräferenz           | Befürworter nach Parteienpräferenz           |
| -------------------------------------------- | -------------------------------------------- | -------------------------------------------- | -------------------------------------------- | -------------------------------------------- | -------------------------------------------- | -------------------------------------------- | -------------------------------------------- | -------------------------------------------- | -------------------------------------------- | -------------------------------------------- | -------------------------------------------- | -------------------------------------------- |
| Datum                                        | Institut                                     | Ja                                           | Nein                                         | CDU/ CSU                                     | SPD                                          | Grüne                                        | Linke                                        | FDP                                          | AfD                                          | Piraten                                      | Sonstige                                     | Keine Angabe/ Nichtwähler                    |
| Apr–Sep 2018                                 | ALLBUS                                       | 84 %                                         |                                              |                                              |                                              |                                              |                                              |                                              |                                              |                                              |                                              |                                              |
| April 2017                                   | Infratest                                    | 72 %                                         | 24 %                                         | 64 %                                         | 68 %                                         | 64 %                                         | 85 %                                         | 64 %                                         | 83 %                                         | –                                            |                                              |                                              |
| Oktober 2016                                 | Infratest                                    | 71 %                                         | 26 %                                         | 59 %                                         | 61 %                                         | 62 %                                         | 85 %                                         | 73 %                                         | 81 %                                         | –                                            | –                                            | 85 %                                         |
| Oktober 2016                                 | YouGov                                       | 75 %                                         | 15 %                                         | 75 %                                         | 82 %                                         |                                              |                                              |                                              |                                              |                                              |                                              |                                              |
| Januar 2015                                  | Forsa                                        | 72 %                                         | 23 %                                         |                                              |                                              |                                              | 87 %                                         |                                              |                                              |                                              |                                              |                                              |
| November 2013                                | Emnid                                        | 84 %                                         | 13 %                                         | 83 %                                         | 88 %                                         | 83 %                                         | 95 %                                         | 78 %                                         | –                                            | –                                            | –                                            | 81 %                                         |
| März 2013                                    | Emnid                                        | 87 %                                         | 11 %                                         | 88 %                                         | 91 %                                         | 82 %                                         | –                                            | –                                            | –                                            | –                                            | 97 %                                         | 85 %                                         |
| Februar 2013                                 | Infratest                                    | 66 %                                         | 12 %                                         |                                              |                                              |                                              |                                              |                                              |                                              |                                              |                                              |                                              |
| Januar 2012                                  | Forsa                                        | 74 %                                         | 26 %                                         | 66 %                                         | 71 %                                         | 79 %                                         | 85 %                                         | 66 %                                         | –                                            | –                                            | –                                            |                                              |
| November 2011                                | Infratest                                    | 74 %                                         | 26 %                                         | 60 %                                         | 72 %                                         | 82 %                                         | 90 %                                         | –                                            | –                                            | 83 %                                         | –                                            | –                                            |
| Juli 2010                                    | Infratest                                    | 76 %                                         | 21 %                                         |                                              |                                              |                                              |                                              |                                              |                                              |                                              |                                              |                                              |
| Juli 2010                                    | Forsa                                        | 61 %                                         | 34 %                                         | 47 %                                         | 64 %                                         | 63 %                                         | 85 %                                         | 55 %                                         | –                                            | –                                            | –                                            |                                              |
| Juni 2009                                    | Forsa                                        | 68 %                                         | 26 %                                         | 65 %                                         | 63 %                                         | 66 %                                         | 72 %                                         | 55 %                                         | –                                            | –                                            | –                                            |                                              |
| April 2004                                   | Forsa                                        | 84 %                                         | 13 %                                         |                                              |                                              |                                              |                                              |                                              |                                              |                                              |                                              |                                              |
| April 2002                                   | Emnid                                        | > 80 %                                       |                                              |                                              |                                              |                                              |                                              |                                              |                                              |                                              |                                              |                                              |
| 2000                                         |                                              | 51 % (West) 47 % (Ost)                       |                                              |                                              |                                              |                                              |                                              |                                              |                                              |                                              |                                              |                                              |
| 1993                                         |                                              | 60 % (West) 66 % (Ost)                       |                                              |                                              |                                              |                                              |                                              |                                              |                                              |                                              |                                              |                                              |
| 1990                                         |                                              | 56 % (West) 62 % (Ost)                       |                                              |                                              |                                              |                                              |                                              |                                              |                                              |                                              |                                              |                                              |
| August 1986                                  | infas                                        | > 50 %                                       |                                              |                                              |                                              |                                              |                                              |                                              |                                              |                                              |                                              |                                              |
| 1973                                         |                                              | > 60 %                                       |                                              |                                              |                                              |                                              |                                              |                                              |                                              |                                              |                                              |                                              |